# Vierge Marie dans l'art

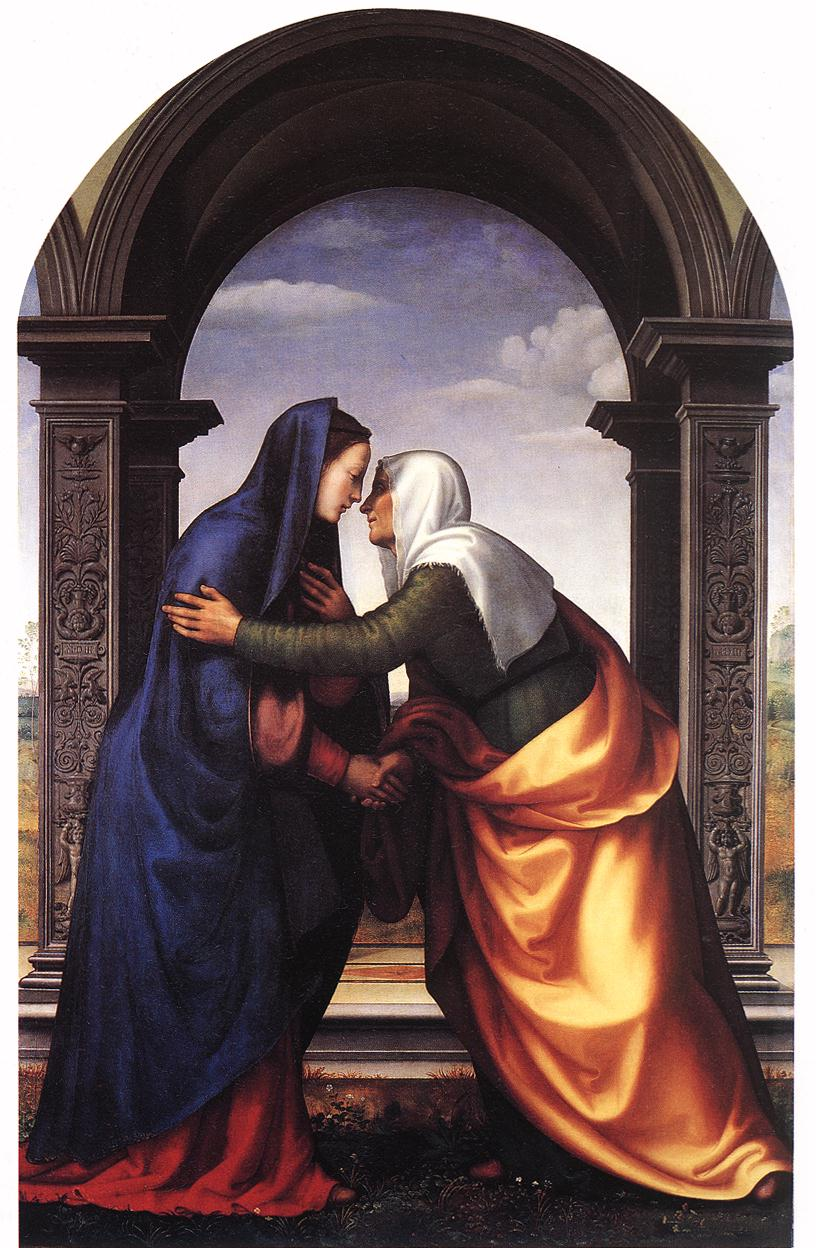
Épisode de La Visitation par Albertinelli.

La Vierge Marie dans l'art est la partie de l'iconographie chrétienne qui évoque la vie de Marie à différentes époques de sa vie, parallèlement à la représentation artistique de Jésus-Christ. Ses thèmes s'inspirent en partie des quatre Évangiles canoniques, mais surtout de traditions issues de textes apocryphes rédigés au cours des siècles.

## Thématique générale
La Vierge Marie, mère de Jésus de Nazareth et déclarée Théotokos (« mère de Dieu ») par le concile d’Éphèse en 431, fait l'objet d'une étude théologique particulière appelée mariologie. Les différents épisodes de sa vie, officialisés par le dogme chrétien ou développés par la tradition, sont devenus des thèmes majeurs pour les artistes du Moyen Âge occidental et dans la peinture byzantine, avec un développement significatif depuis la Renaissance italienne jusqu'au XIXe siècle.
L'iconographie mariale s'appuie en partie sur les évangiles de Matthieu et de Luc ainsi que sur divers textes apocryphes.

## Cycle de la vie entière

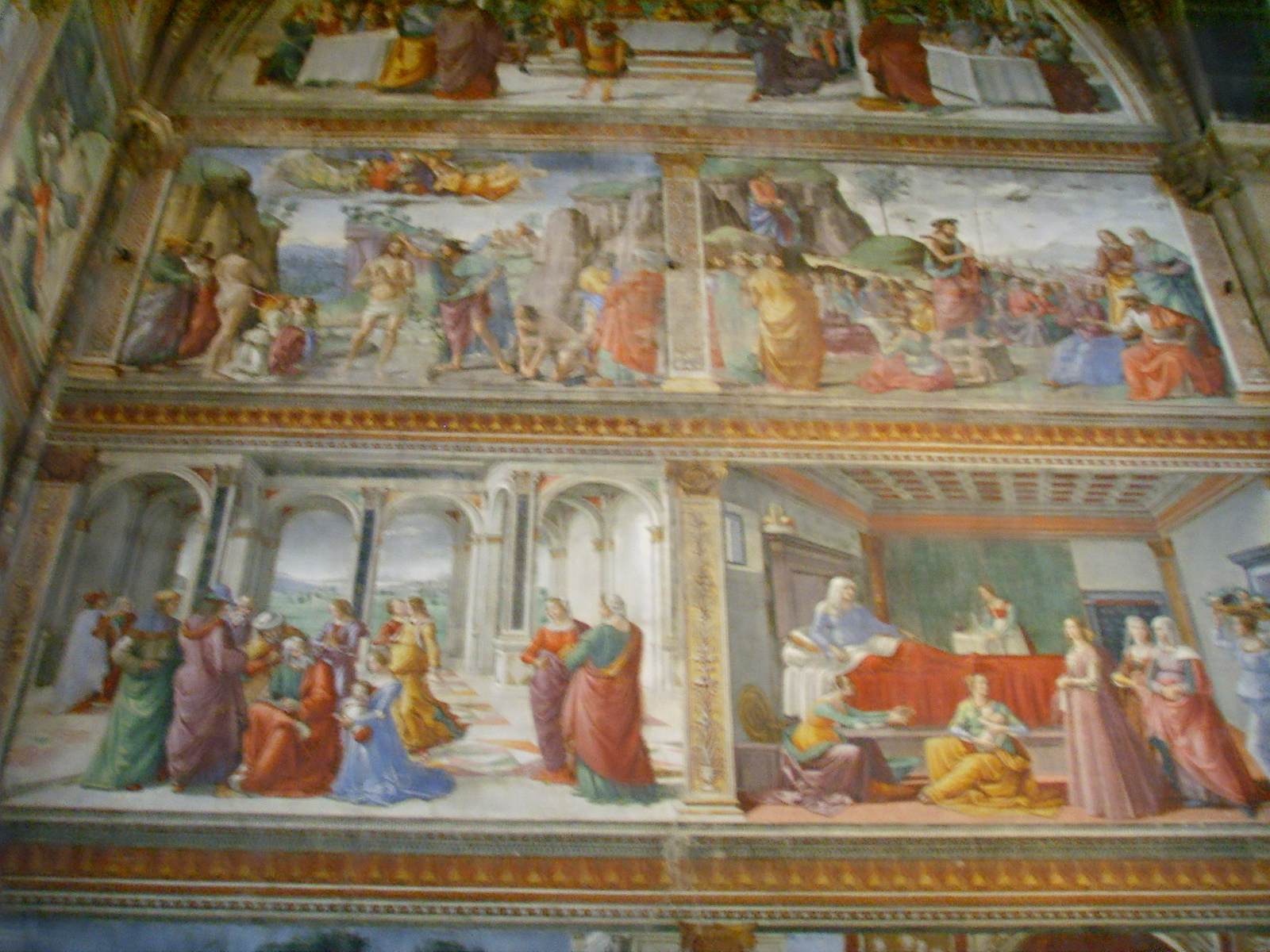
Ensemble de fresques de Domenico Ghirlandaio à Santa Maria Novella.

Certaines œuvres exposent l'entièreté (ou un nombre significatifs) des épisodes de la Vie de la Vierge :
- Domenico Ghirlandaio, fresques de la chapelle Tornabuoni de la basilique Santa Maria Novella de Florence (1485-1490) ; représentations mêlées aux épisodes de la Vie de saint Jean Baptiste
- Andrea del Castagno, mosaïques de la basilique Saint-Marc, Venise
- Lorenzo Lotto, Le Scene della vita di Maria (1525), Cappella Maggiore, Chiesa di San Michele al Pozzo Bianco, Bergame
- Lorenzo Monaco, cycle de fresques des Storie della Vergine, chapelle Bartolini Salimbeni de l'église Santa Trinita (1420 env.)
- Hendrik Goltzius exécute une série de gravures sur cuivre au burin sur La Vie de la Vierge, que l'on appelle aussi le « chef-d'œuvre de Goltzius »

## Marie avant la naissance de son fils

### La Naissance de la Vierge

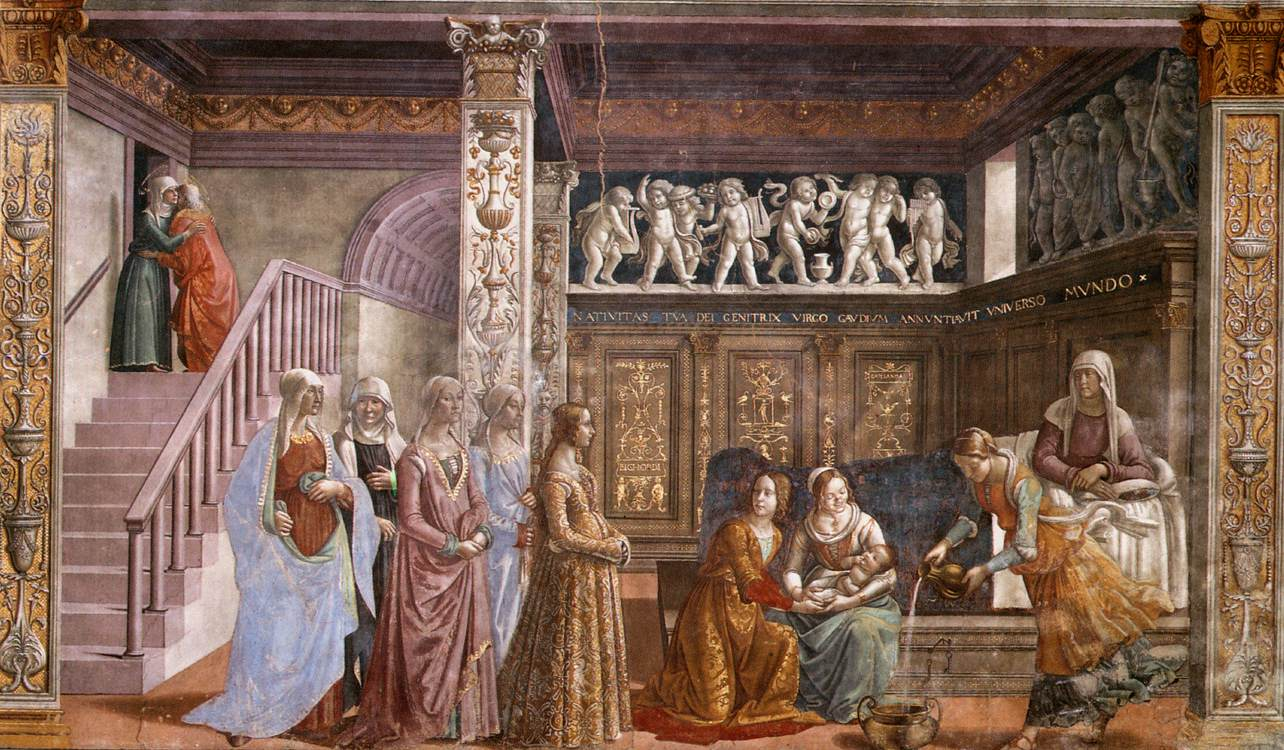
La Nativité de la Vierge par Domenico Ghirlandaio.

Dite aussi Nativité de Marie, une des treize fêtes mariales du calendrier liturgique.
Sources : écrits apocryphes[réf. incomplète].
- Annibale Carrache, Naissance de la Vierge, Musée du Louvre. (env.1605)
- Pietro Cavallini, mosaïques de basilique Sainte-Marie-du-Trastevere de Rome (v. 1291)
- Pietro Lorenzetti (1342), Museo dell'Opera Metropolitana del Duomo (Sienne)
- Vittore Carpaccio, pinacothèque de Brera, Milan
- Domenico Ghirlandaio : chapelle Tornabuoni, Santa Maria Novella

### La Présentation de Marie au Temple

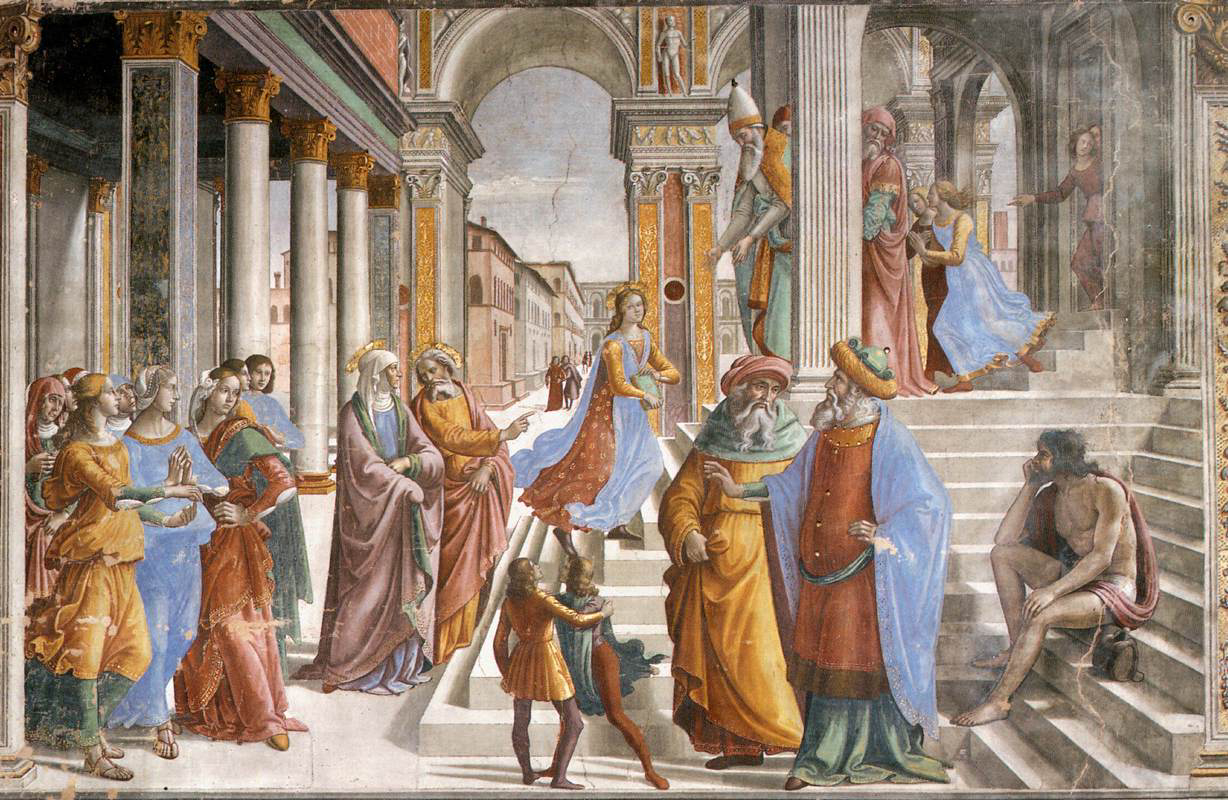
Présentation au temple, fresque à Santa Maria Novella de Domenico Ghirlandaio.

La Présentation est dite eisodos dans le rite orthodoxe. 
Sources : écrits apocryphes du protévangile de Jacques et, au IXe siècle, du pseudo-Matthieu. Ces sources indiquent que la présentation eut lieu aux trois ans de Marie.
- Domenico Ghirlandaio, fresque à Santa Maria Novella
- Le Tintoret
- Maître des panneaux Barberini (vers 1470), musée des Beaux-Arts de Boston
- Vittore Carpaccio, pinacothèque de Brera, Milan
- La Présentation de Marie au Temple du Titien

### L'Éducation de la Vierge
- Éducation de la Vierge
- L'Éducation de la Vierge (Vélasquez)

### L'Annonciation

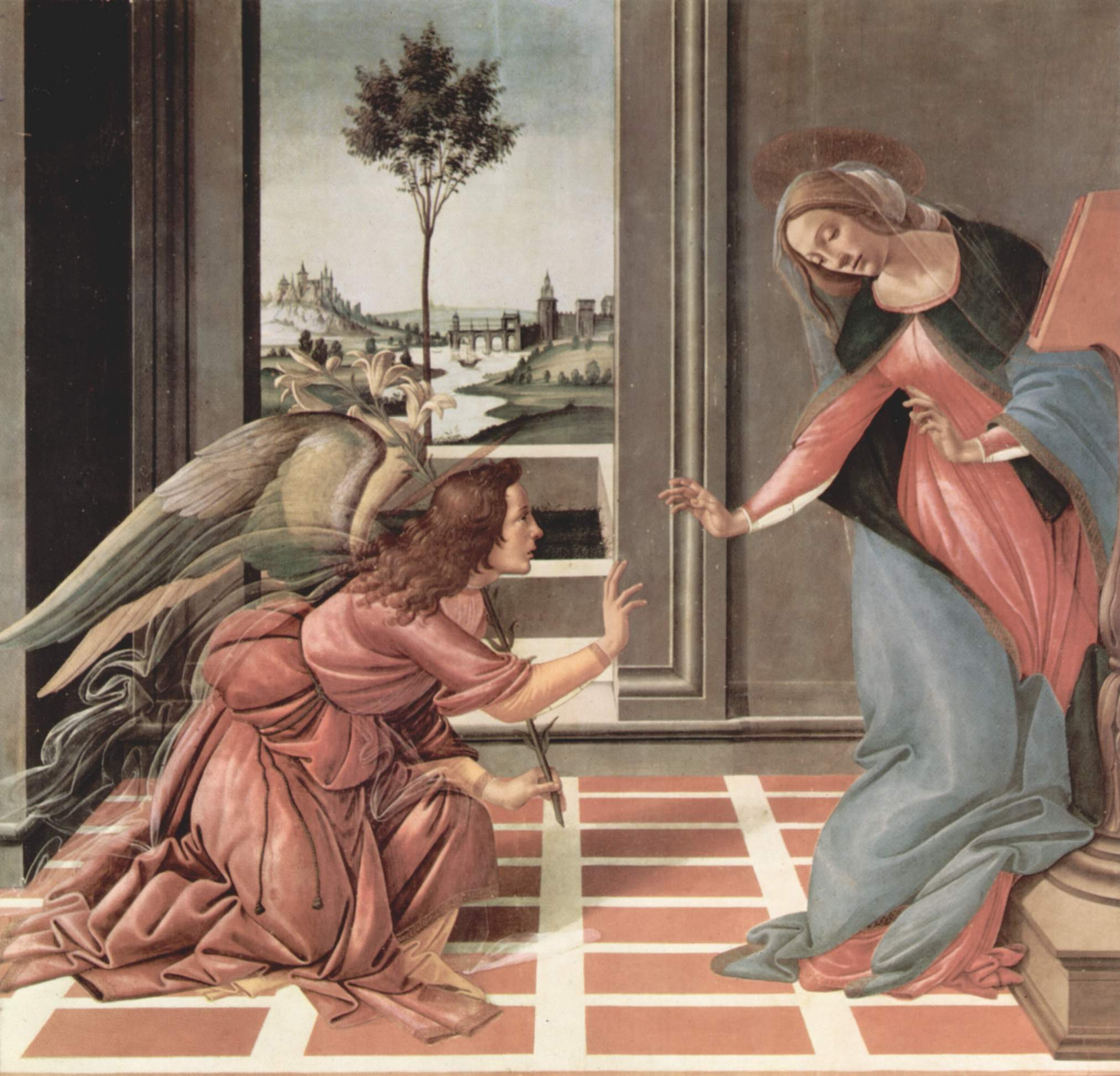
L'Annonciation par Sandro Botticelli.

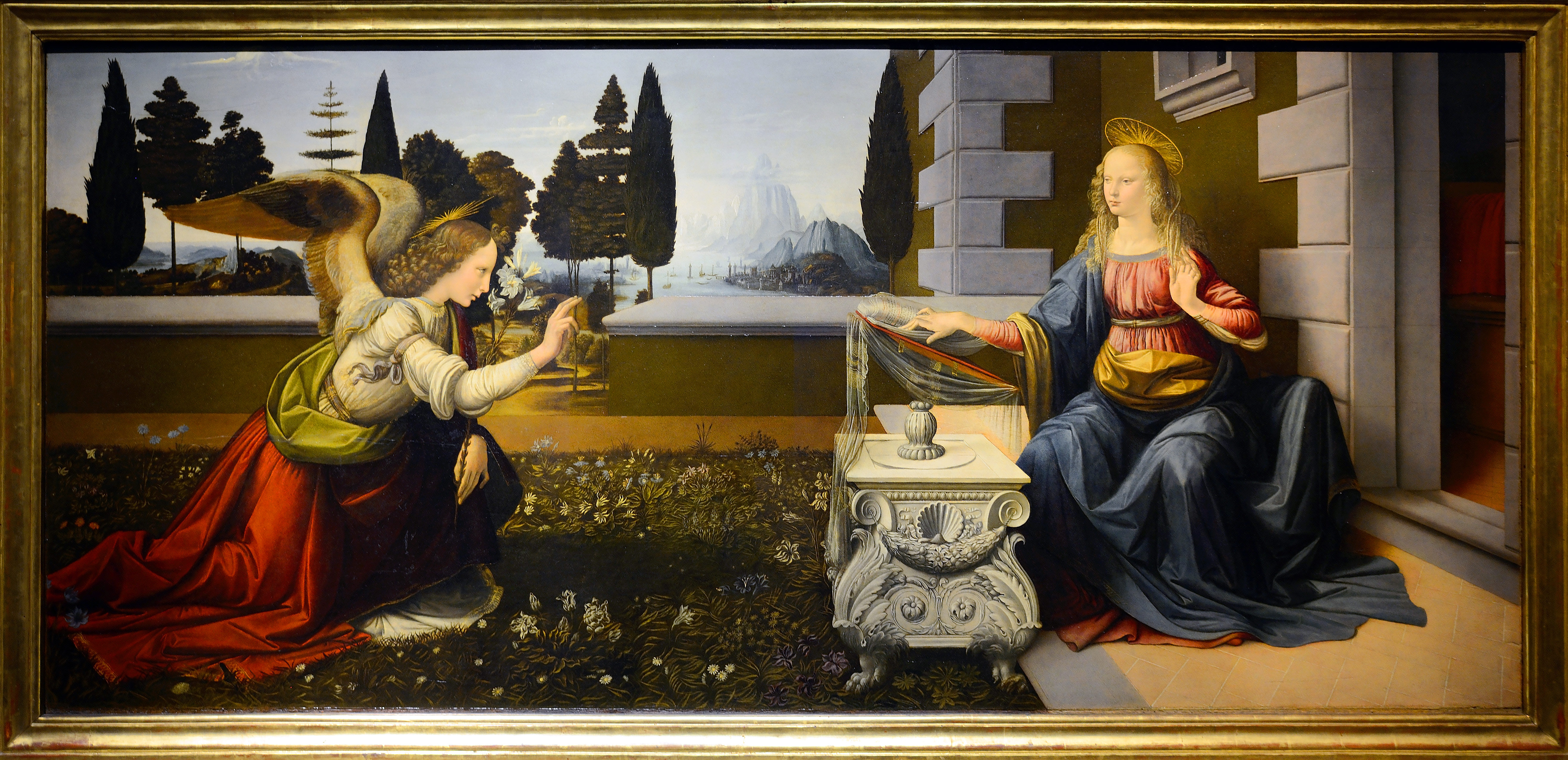
L'Annonciation par Léonard de Vinci.

Sources : Saint Luc (1, 26-38).[réf. incomplète]
Marie en train de lire, près de sa chambre, reçoit la visite de l'archange Gabriel, lui annonçant qu'elle porte le Sauveur en son sein (présence de Dieu et/ou de la Trinité veillant sur la scène).
- Rogier de le Pasture, dit Vanderweyden, musée du Louvre
- Léonard de Vinci, L'Annonciation, 1472-1475, Galerie des Offices, Florence
- Pontormo
- Sandro Botticelli :
  - Annunciazione di San Martino alla Scala de 1481, Galerie des Offices de Florence
  - Annunciazione du Cestello de 1489-1490
  - L'Annonciation, vers 1490, Glen Falls, Hyde Collection Art Museum
  - L'Annonciation, en tempera sur panneau de 21 cm × 269 cm, réalisée entre 1490 et 1492, partie d'une prédelle
  - Annunciazione dalla chiesa fiorentina di San Barnaba de 1493, Kelvingrove Art Gallery and Museum de Glasgow
  - L'Annonciation en tempera sur toile de 23,9 cm × 36,5 cm réalisée entre 1490 et 1493, conservée au Metropolitan Museum of Art
  - L'Annonciation, de 1495, Hanovre, Niedersächsisches Landesmuseum
  - Ange de l'Annonciation et Vierge annoncée, deux panneaux d'une Annonciation d'encadrement, musée des Beaux-Arts Pouchkine
- Antonello da Messina
- Le Titien
- Orazio Gentileschi
- Thème de l'Annonciation chez Fra Angelico :
  - Annonciation de San Giovanni Valdarno (1430-1432), tempera et or sur panneau de 194 cm × 194 cm (avec la prédelle). Museo della Basilica di Santa Maria delle Grazie, San Giovanni Valdarno
  - Annonciation (Fra Angelico - 1426), tempera et or sur bois de 194 cm × 194 cm, pour le couvent San Domenico (Fiesole) de fiesole, aujourd'hui conservée au musée du Prado de Madrid
  - Annonciation de Cortone (1433-1434), en tempera sur panneau de 175 cm × 180 cm, Museo Diocesano de Cortone

Certains tableaux séparent en deux panneaux les protagonistes de cet épisode.

### Le Mariage de la Vierge

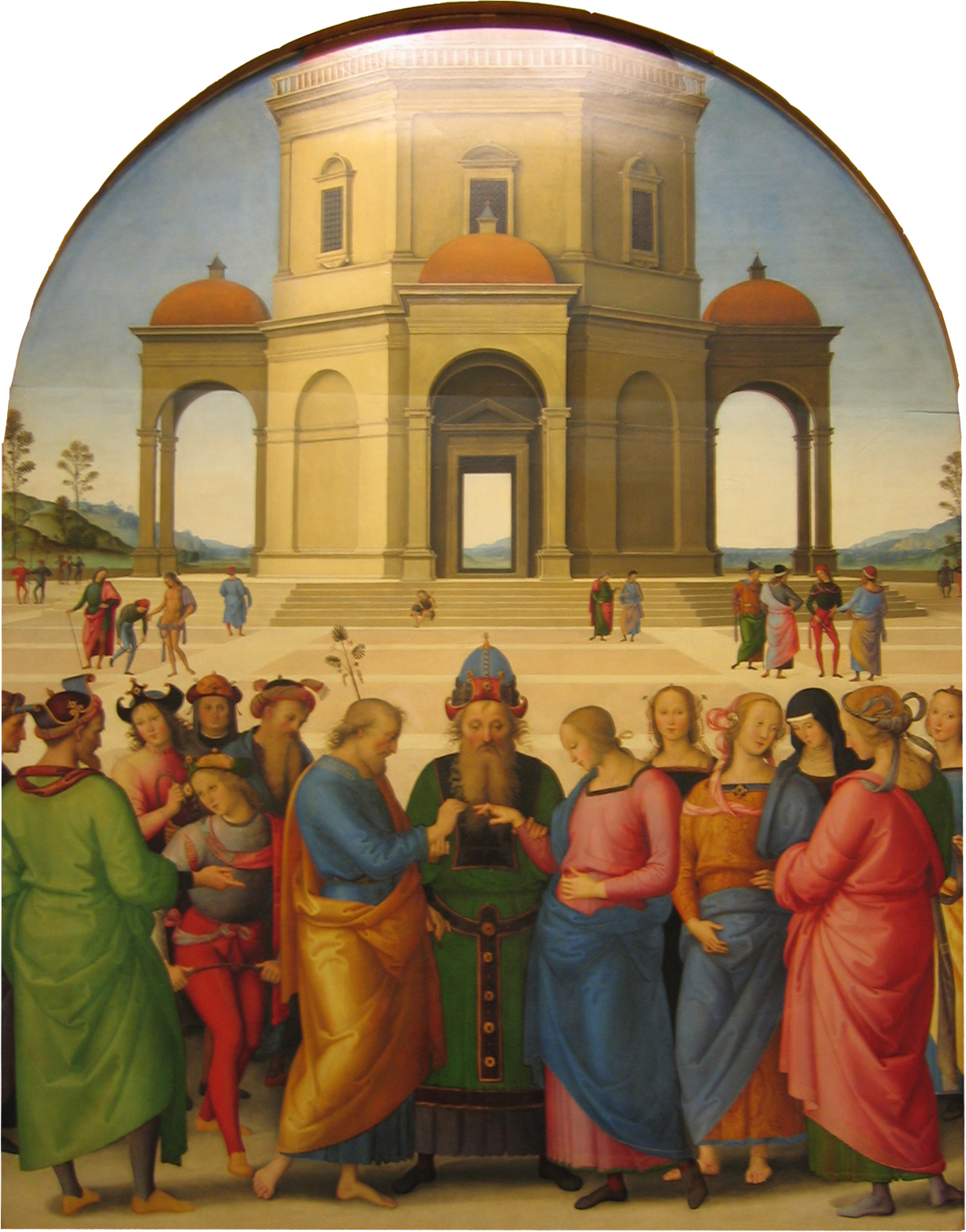
Le Mariage de la Vierge par Le Pérugin.

Sources : écrits apocryphes (proto-évangile de Jean).
Le Mariage de la Vierge se déroule devant le temple de Jérusalem, après le choix de Joseph parmi les prétendants.
- Giotto di Bondone, fresque de la chapelle Scrovegni de Padoue
- Le Pérugin, Le Mariage de la Vierge, Caen
- Raphaël, Le Mariage de la Vierge, pinacothèque de Brera, Milan
- Maître de la vie de Marie, Munich
- Giuseppe Valeriano et Scipione Pulzone, église du Gesù, Rome
- Bernardo Daddi, sixième panneau du polyptyque démembré dit Polyptyque de saint Pancrace
- Lorenzo Monaco, une des fresques des Storie della Vergine de la chapelle Bartolini Salimbeni de l'église Santa Trinita (1420 env.)

### La Visitation

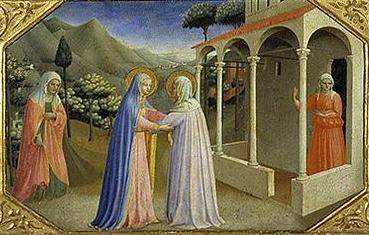
La Visitation par Fra Angelico.

Sources : Saint Luc (1, 39)[réf. incomplète].
La Visitation de la Vierge Marie à sa cousine Élisabeth qui porte, elle, Jean-Baptiste.
- Pontormo, église San Michele, Florence : La Visitation de Carmignano
- Vittore Carpaccio, pinacothèque de Brera, Milan
- Mariotto Albertinelli, galerie des Offices, Florence
- Noël Nicolas Coypel, église Notre-Dame-de-la-Visitation de Champlain
- François-Édouard Meloche, église Notre-Dame-de-la-Visitation de Champlain
- Albrecht Dürer, gravure : La Visitation

Certaines représentations s'effectuent avec la présence formelle de saint Anne :
- Le Pérugin : La Visitation de la Vierge avec sainte Anne

### Vierge enceinte (Virgo paritura)

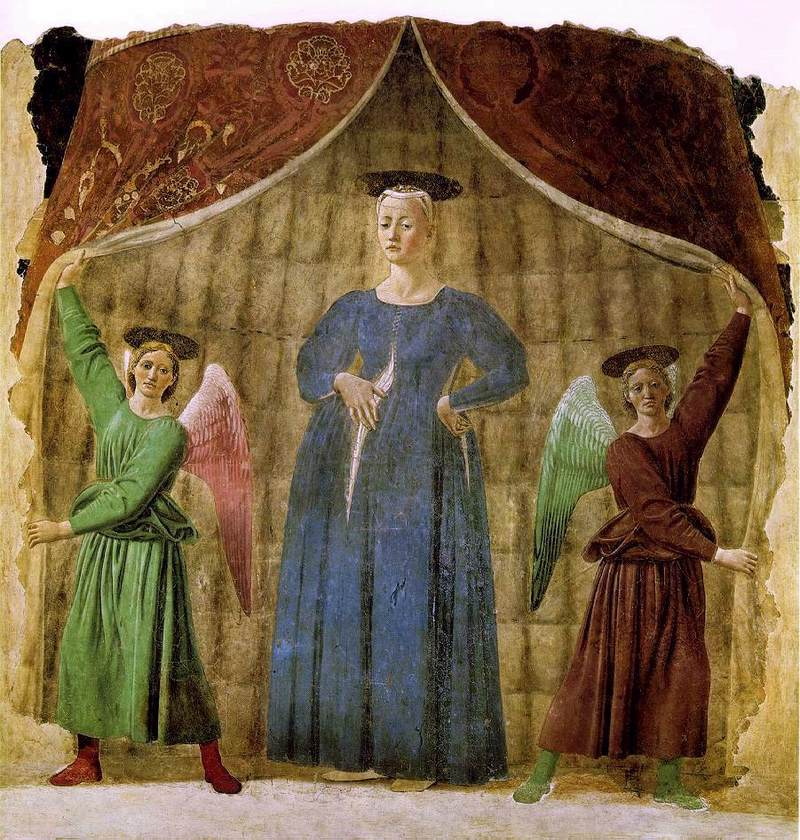
Madonna del Parto de Piero della Francesca.

La grossesse de la Vierge est rare dans l’iconographie chrétienne. En 1563, l’Église interdit pratiquement sa représentation.
Sources dans les écrits : aucune. Plusieurs dénominations existent pour ce thème : Vierge enceinte, Vierge parturiente (en latin : Virgo paritura), « Vierge de l'Avent », etc.
- Madonna del Parto de Piero della Francesca
- La Vierge enceinte de Daniel Hallé, église de Saint-Pierre-lès-Nemours (représentation symbolique de Jésus visible dans le sein de sa mère).

## Marie après la naissance de son fils
Toutes les scènes contenant la présence de Jésus, de son enfance à sa Passion, sans la Résurrection .

### La Naissance du Christ

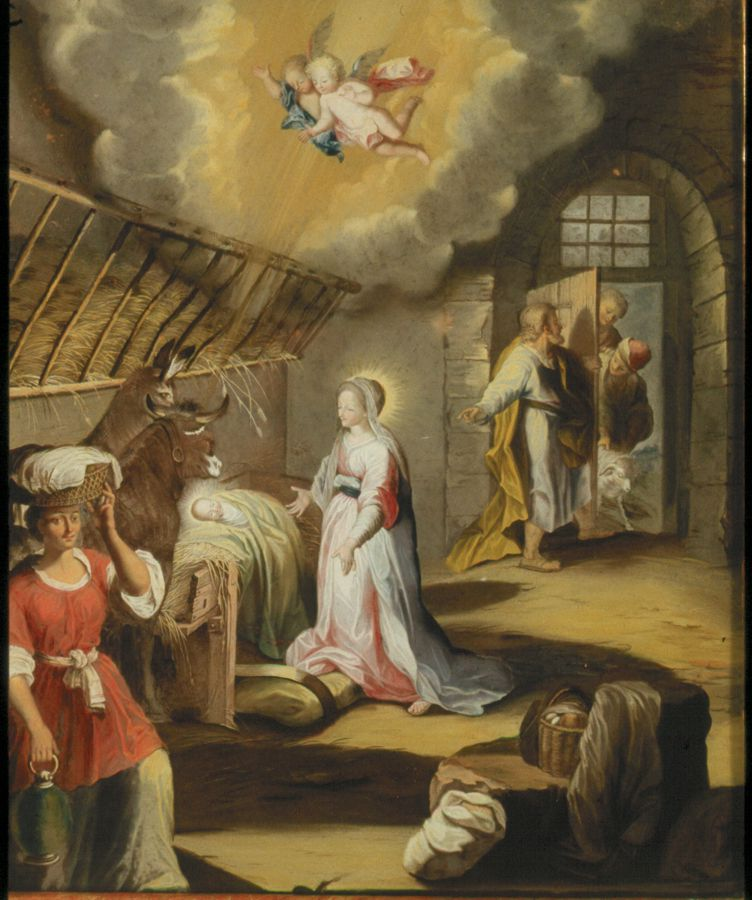
Nativité par Anna Abesch.

Sources : Saint Luc (2, 8)[réf. incomplète].
Dite aussi Nativité.
- La Nativité de Piero della Francesca
- Sandro Botticelli (plusieurs œuvres)
- Francesco Botticini
- Pietro Cavallini
- Fra Angelico (1439)
- Lorenzo Costa
- Domenico Ghirlandaio
- Ridolfo del Ghirlandaio
- Giotto di Bondone
- Hans Baldung
- Anna Abesch
- Charles Le Brun
- Les Très Riches Heures du duc de Berry

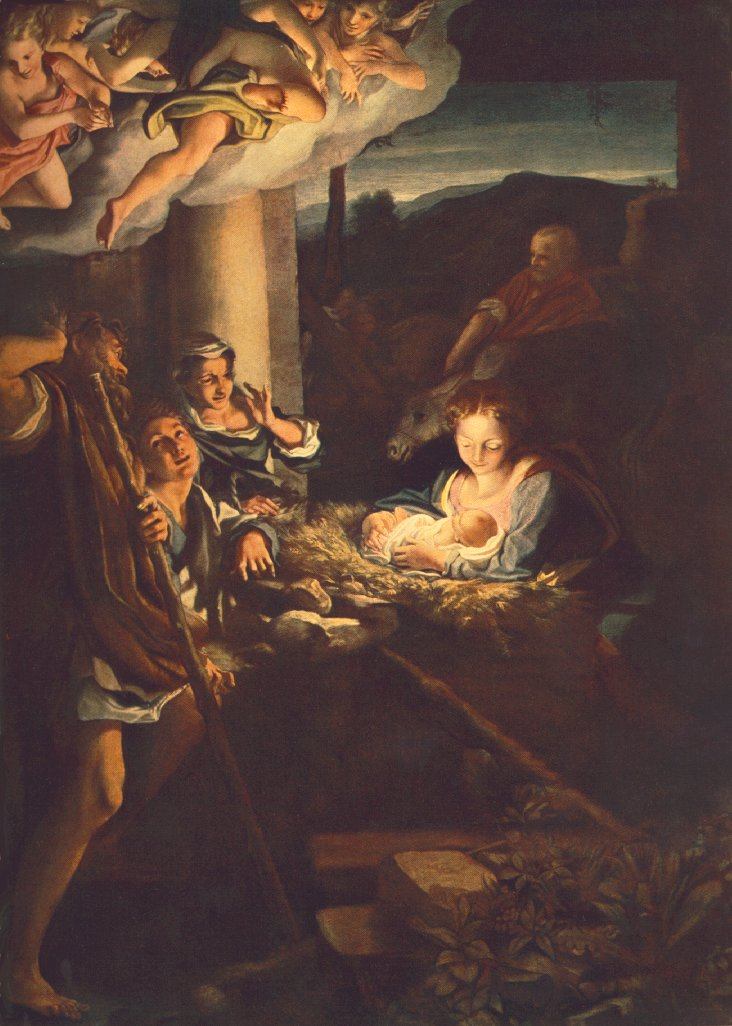
L'Adoration des bergers du Corrège.

- Le Pérugin
- Stefan Lochner
- Martin Schongauer
- Hyacinthe Rigaud

Scène suivie des scènes étendues :

#### L'Adoration des bergers
Sources : Saint Luc (2, 8)[réf. incomplète].
- Le Corrège : Adoration des bergers
- Giorgione
- Georges de La Tour
- Maître de la nativité du Louvre
- Martin Schongauer, Staatliche Museen, Berlin
- Le Caravage, dont une avec saint Laurent et saint François
- Jacob Jordaens
- Rembrandt
- Bartolome Esteban Murillo
- Paul Gauguin
- Maurice Denis

#### L'Adoration des mages

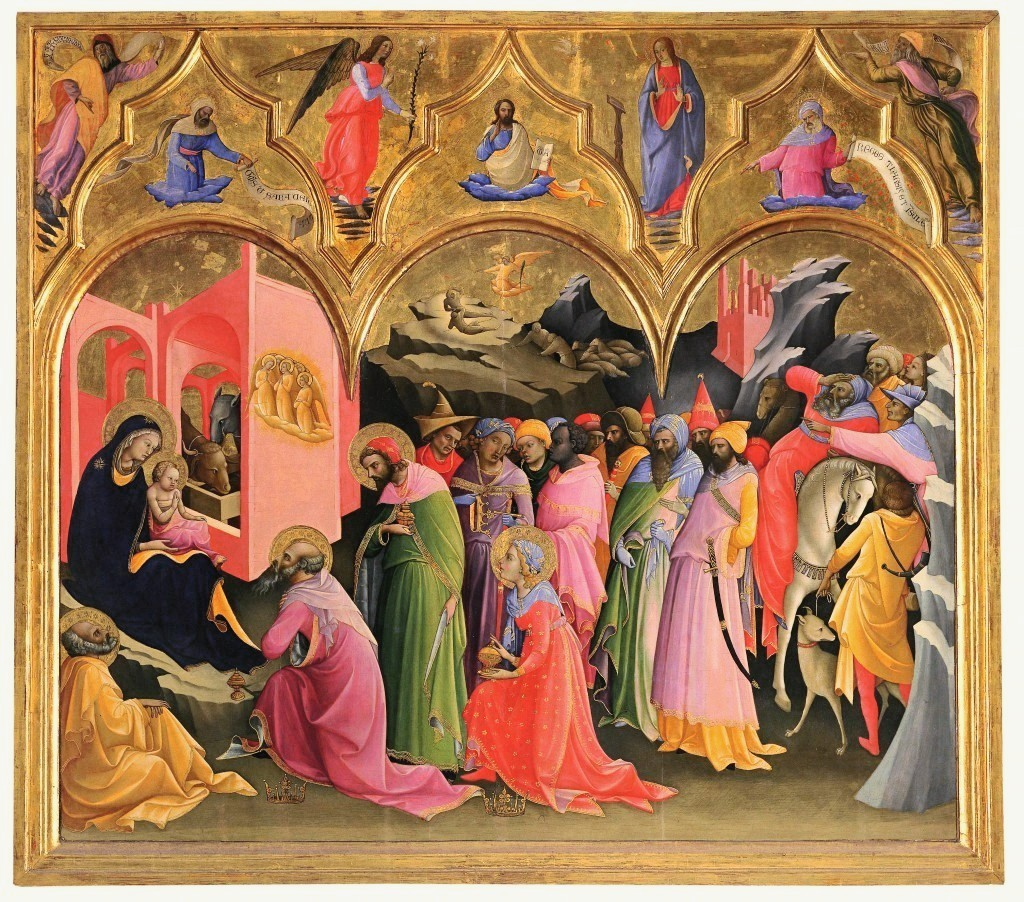
Les mages adorant l'Enfant par Lorenzo Monaco.

Sources : Saint Matthieu (2, 1)[réf. incomplète].
- Pieter Brueghel l'Ancien
- Lorenzo Monaco
- Fra Angelico
- Rogier van der Weyden
- Benozzo Gozzoli : les fresques de la Chapelle des mages du palazzo Medici-Riccardi à Florence
- Lavinia Fontana
- Le Pérugin
- Pieter Aertsen
- Filippino Lippi
- Botticelli
- Le Greco
- Gentile da Fabriano
- Jan de Bray
- Vincenzo Catena
- Gaudenzio Ferrari
- Léonard de Vinci

### La Fuite en Égypte

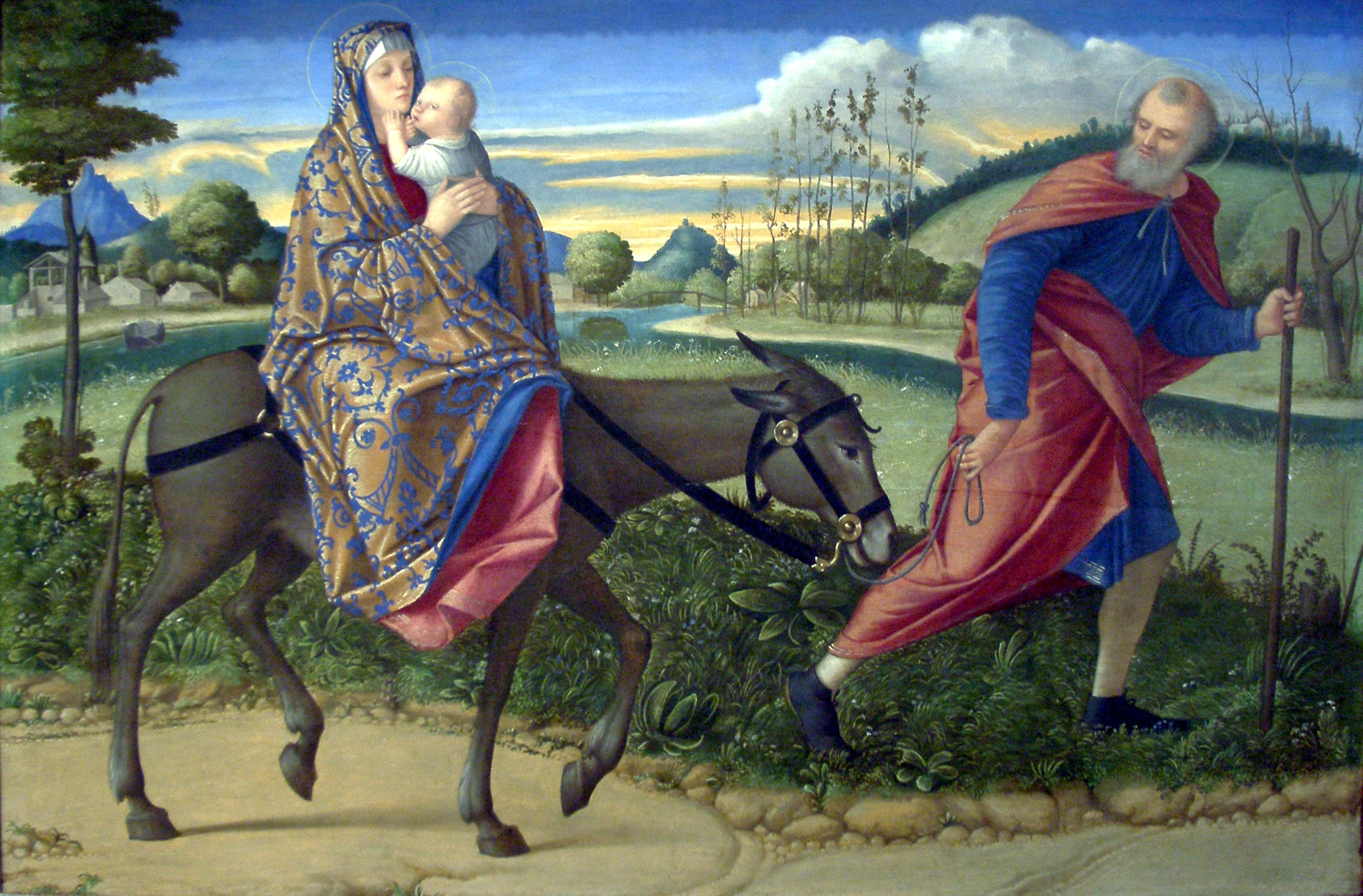
Par Vittore Carpaccio (1500).

La Fuite en Égypte expose le voyage pour échapper au roi Hérode et à son intention de faire tuer les enfants de moins de deux ans.
Sources : Saint Matthieu (2, 3)[réf. incomplète].
- La Fuite en Égypte de Nicolas Poussin (1657), dépôt du musée du Louvre au musée des beaux-arts de Lyon
- Bartolomé Esteban Murillo, Palazzo Bianco de la Strada Nuova (Gênes)
- Andrea Lanzani (1712)
- Giotto di Bondone
- Fra Angelico
- Duccio (1308-1311)
- Vittore Carpaccio (1500)
- La Fuite en Égypte de Giambattista Tiepolo (1767-1770)

Son complément, le Repos pendant la fuite en Égypte
- Fra Bartolomeo
- Dosso Dossi
- Lorenzo Monaco
- Albrecht Altdorfer
- Albrecht Dürer
- Le Caravage
- Orazio Gentileschi
- Francesco Mancini
- Corrado Giaquinto
- Gérard David
- Ippolito Andreasi

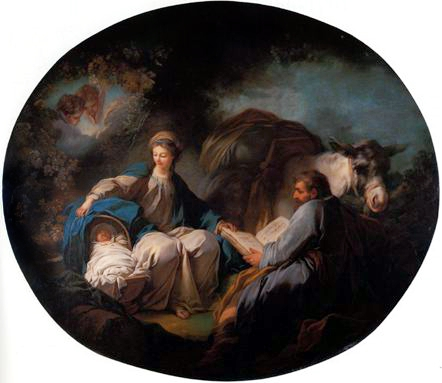
Par Fragonard.

- le Maître des Disciples de Liège à Emmaus

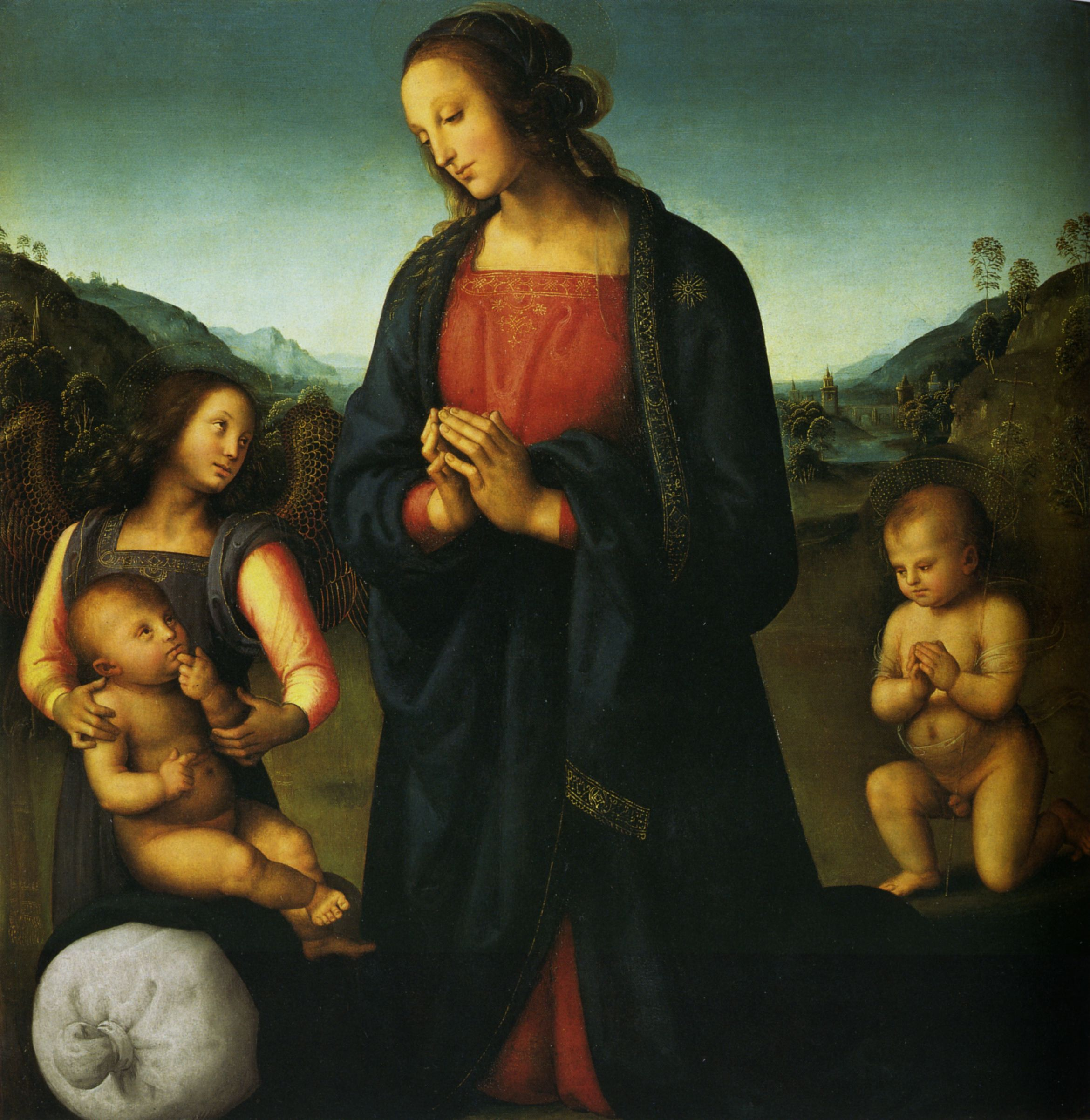
Madonna del sacco du Pérugin.

- Pier Francesco Mola
- Simone Cantarini

- Philipp Otto Runge
- Lucas van Leyden
- Giuseppe Cades
- Fragonard
- François Boucher
- Ippolito Andreasi
- Nicolas Poussin

ou Le Retour de la fuite en Égypte
accompagné d'un sac de blé
- La Vierge au sac
  - La Vierge au sac du Pérugin
  - La Vierge au sac d'Andrea del Sarto

### Madone(Vierge à l'Enfant)

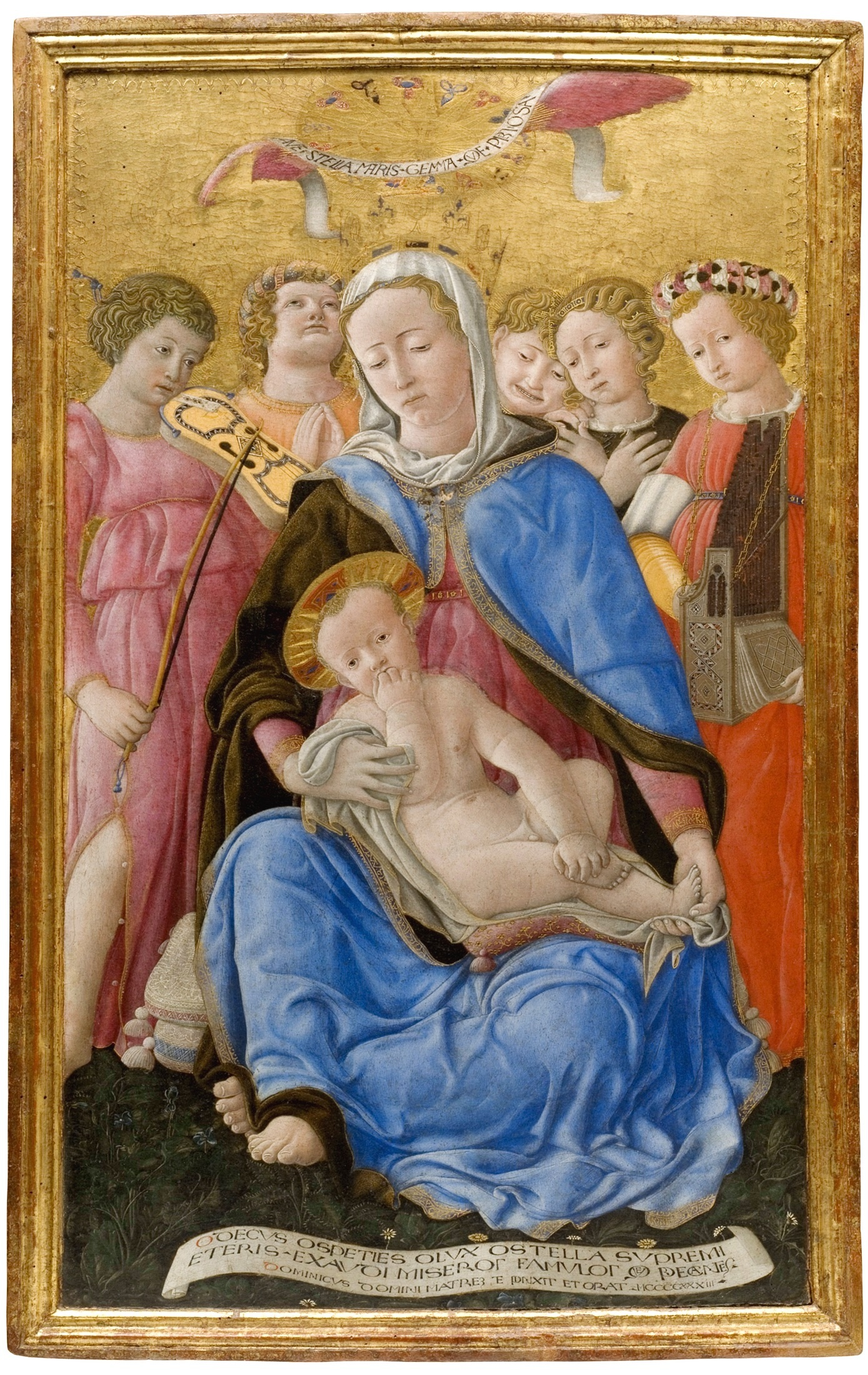
Madone de l'humilité par Domenico di Bartolo.

Différentes versions de la Vierge et de l'Enfant dans différents décors intérieurs ou extérieurs (Madonna del Prato (Raphaël))
- accompagnés ou non :
  - d'objets symboliques (fruit, fleur, objet divers) traduisant la Passion future
  - d’une Maison (figure de la Madone de Lorette) ou d’une dalmatique sculpturale
    - Raphaël
    - Pérugino (Le Pérugin)
    - Giambattista Tiepolo
    - Le Caravage
    - Annibale Carrache
    - Guido Reni
    - Le Dominiquin
    - Le Guerchin
    - Carlo Bononi
    - Domenico Fiasella
    - Claudio Ridolfi
    - Mattia Preti
    - Giuseppe Ghezzi

  - d’un chapelet ou d’un ensemble de vignettes retraçant la vie de Marie (Madone du Rosaire)
  - du petit saint Jean-Baptiste ou d’un ensemble de saints (voir conversation sacrée)
  - d'un animal (oiseau - Vierge au chardonneret -, agneau)
  - d'un trône (Sedes sapientiae)

- Figure de la Madone de l'humilité, assise sur le sol, sans trône, souvent sur un parterre de plantes ou de tissus (figuration des primitifs italiens) :

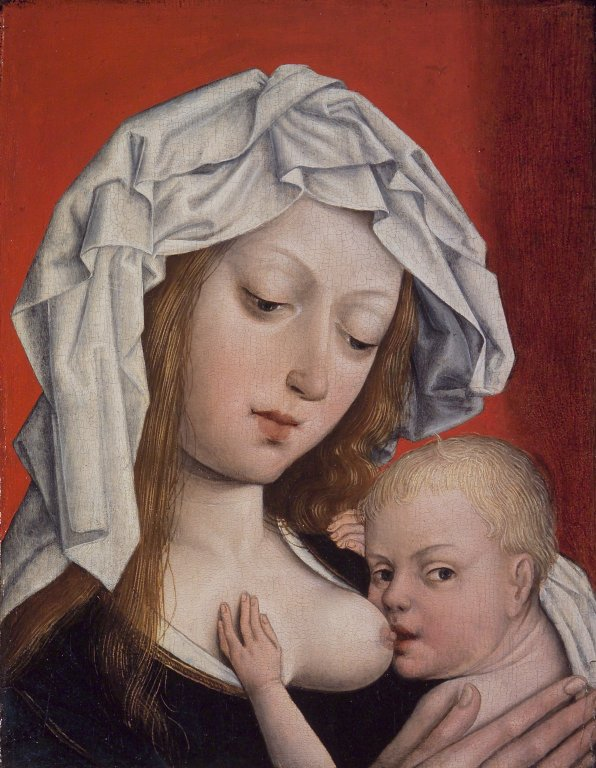
Vierge allaitant.

  - Lorenzo Monaco
  - Zanobi Strozzi
  - Fra Angelico
  - Lippo Dalmasio
  - Simone Martini
  - Guariento di Arpo
  - Domenico di Bartolo
  - Giovanni di Paolo
  - Maestro di Bambino Vispo
  - Fra Filippo Lippi
  - Paolo Veneziano

### Vierge allaitant(ouVirgo lactans)
Sources dans les écrits : aucune.
- Bramantino
- Ambrogio Lorenzetti
- Andrea Solario
- Carlo Solari
- Giampietrino
- Hans Baldung
- Pisanello

### Sainte Famille

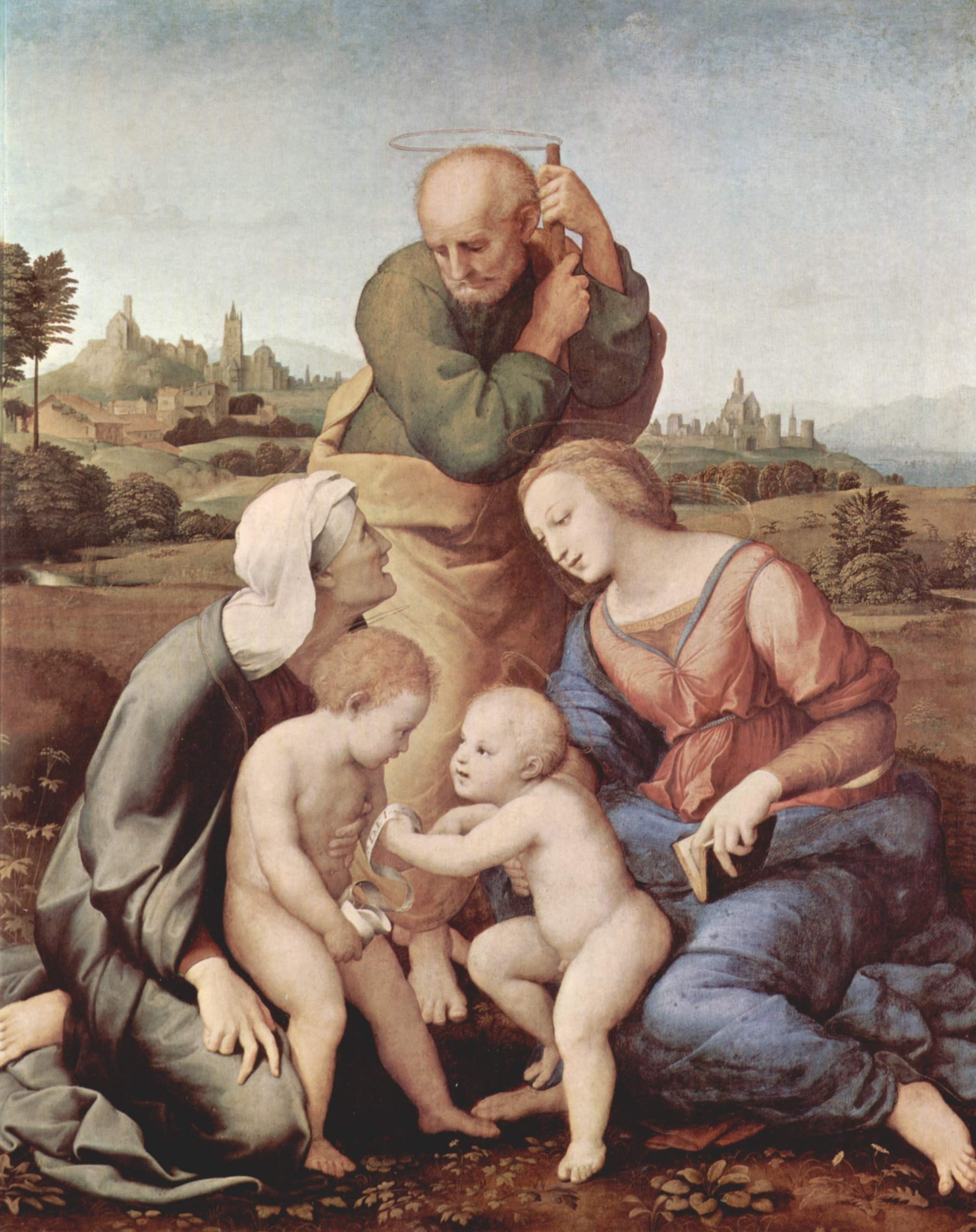
La Sainte Famille avec sainte Élisabeth et Jean-Baptiste, peinture de Raphaël

La Sainte Famille représente la Vierge avec l'Enfant accompagnée des proches de Jésus (Joseph, sainte Anne, Élisabeth, etc.) :
- Jean Fouquet, Sainte Anne et les trois Marie enluminures du Livre d'Heures d'Étienne Chevalier
- Raphaël : plusieurs Sainte Famille dont la Madonna Impannata
- Agnolo Bronzino
- Albrecht Dürer : la Metterza
- Biagio Pupini
- Léonard de Vinci, La Vierge, l'Enfant Jésus et Sainte Anne, Musée du Louvre, Paris
- Quentin Metsys dans le Triptyque de la confrérie Saint-Anne à Louvain
- Carlo Saraceni
- Nicolas Poussin

### Conversation sacrée

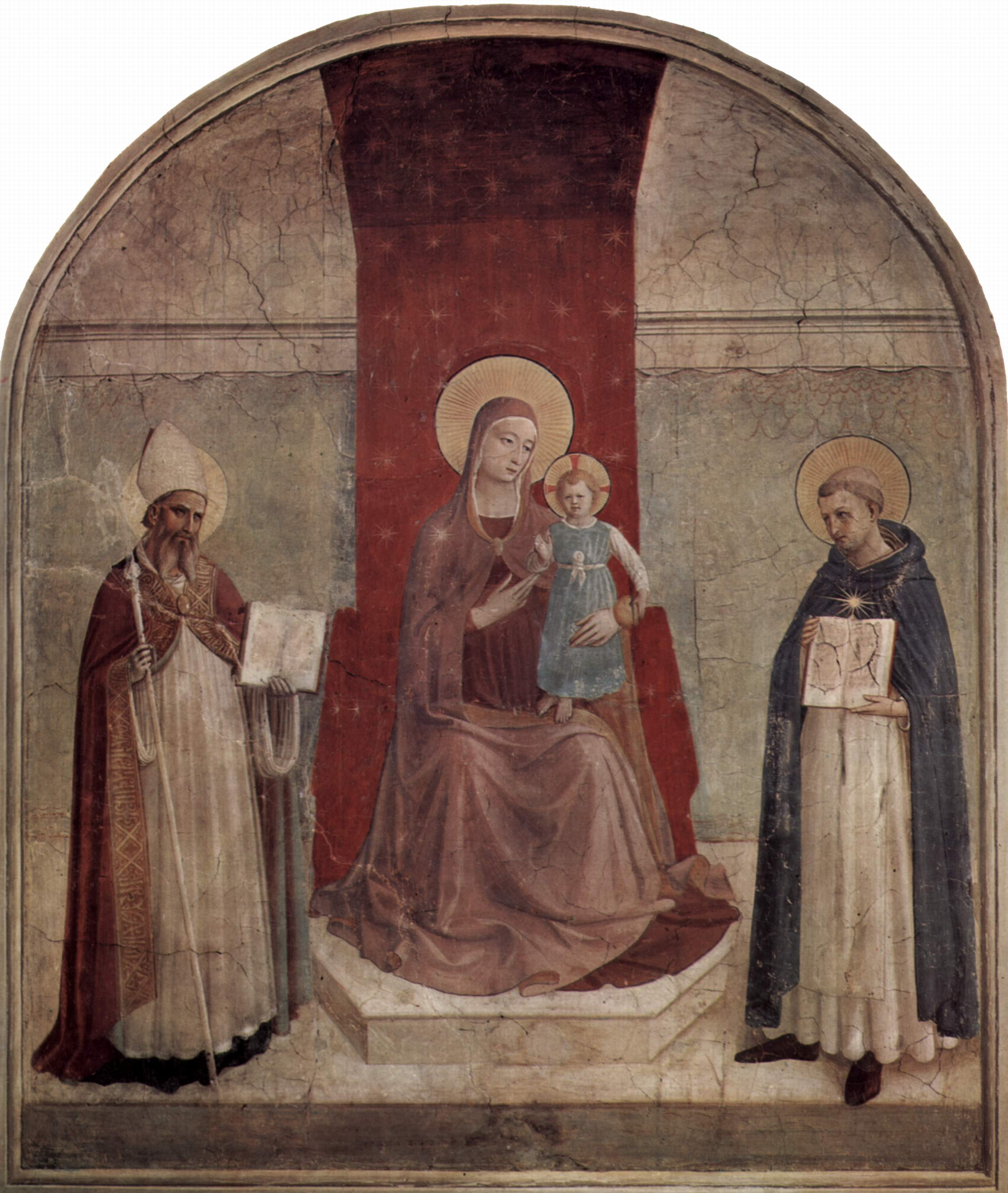
Conversation sacrée par Fra Angelico (1439).

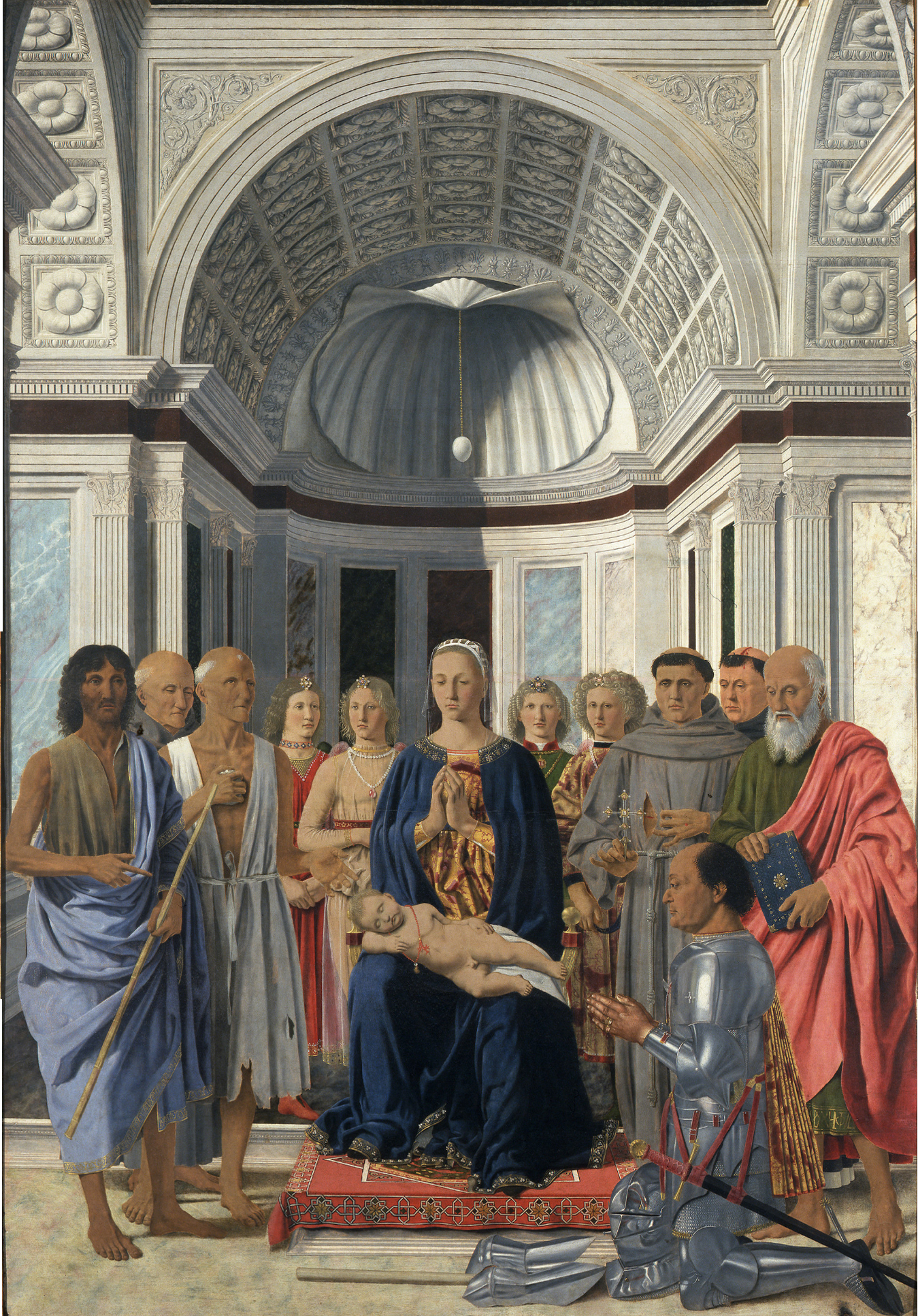
Par Piero della Francesca (1472).

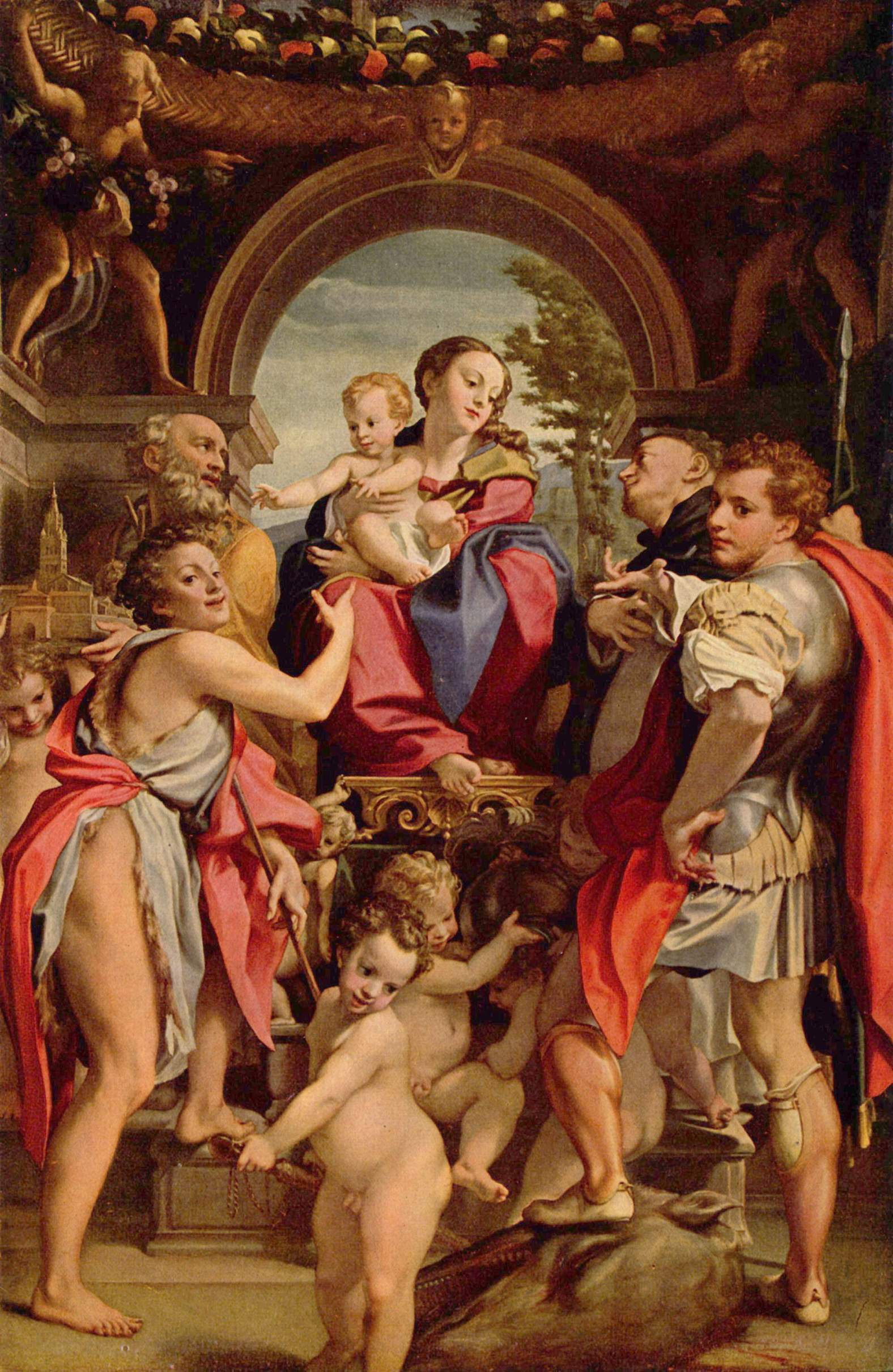
Par Le Corrège.

La Conversation sacrée est un thème exclusivement pictural destiné à montrer, pour ces œuvres de dévotion privée, les intercesseurs choisis (sainte et saintes) ou les commanditaires du tableau :
- Gentile da Fabriano, avec saint Nicolas de Myra et sainte Catherine d'Alexandrie (1395-1400) prémonition du genre conservée à Berlin
- Van Eyck Madone au chanoine Van der Paele (1436)
- Fra Angelico retable pour le couvent San Marco, une des premières représentations de ce thème. (1439)
- Domenico Veneziano (1445)
- Rogier van der Weyden, (1450), conservée à Francfort-sur-le-Main
- Piero della Francesca (1472)
- Francesco del Cossa, (1474) pinacothèque de Bologne
- Giovanni Bellini, la Madone des Frari, à l’église des Frari à Venise (1480), une autre aux Gallerie dell'Accademia dans la même ville (1490)
- Lorenzo di Credi La Conversation de Pistoia (1485)
- Ercole de'Roberti, (1481) pinacothèque de Brera
- Botticelli, Saints, Ignazius et Erzengel Michael (1490) conservée au Uffizi
- Cima da Conegliano :
  - (1490) avec saint Jean Baptiste, saint Roch et sainte Marie-Madeleine, à la Pinacothèque di Brera, Milan
  - (1495) avec saint Jérôme et saint Jean Baptiste, à la National Gallery of Art à Washington
  - (1496) trône en rocher avec saint Jean Baptiste, sainte Luccie, saint Joseph, à la Fondation Gulbenkian à Lisbonne
  - (1513) avec saint Jean Baptiste et sainte Marie-Madeleine, au musée du Louvre de Paris
- Carlo Crivelli (1490)
- Andrea Mantegna avec François II de Mantoue à genoux (1496) dans sa Vierge de la Victoire
- Ambrogio Lorenzetti
- Francesco Cicino da Caiazzo Chiesa Santa Maria a Piazza Aversa (fin XVe siècle)
- Vittore Carpaccio[n 2], au musée des beaux-arts de Caen (1500)
- Fra Bartolomeo, à l'église du couvent San Marco (1509), une autre avec le commanditaire Jean Carandolet (1511-1512)
- Francesco Francia, avec saint François, sainte Catherine et saint Jean, mais en plein air (1514)
- Correggio, avec saint georges (1532), une autre avec saint François (1545), les deux à Dresde
- Lorenzo Lotto (1521) à Bergame
- Pontormo (1529)
- Callisto Piazza, avec sainte Catherine, saint Jérôme et le donateur, Egidio Bossi (1542), église Santa Maria à Azzate
- Paris Bordone
- Palma le Vieux
- Palma le Jeune (XVIe siècle)
- Veronese
- Giorgione avec saint Antoine de Padoue et saint Roch (1500-1510) conservée au musée du Prado
- Andrea del Verrocchio avec à gauche : Saint Zanobi et Saint François, à droite : Saint Jean Baptiste et Saint Nicholas de Bari, Bagni a Rapoli
- Fernando Gallego à Salamanque
- Carracci (1590) Bologne
- Konrad Witz
- Candido Pieter de Witte (Pietrao Candido), avec saint Jean Baptiste, sant François d'Assise, et sainte Catherine d'Alexandrie, (1573-1576) au musée du Louvre de Paris
- Hans Memling :
  - Vierge à l’Enfant, sur un trône de pierre, entre Saint Jacques et Saint Dominique, pour le commanditaire Jacques Florence, à genoux, béni par Jésus
  - Diptyque de Jean Ducellier, présent sur le panneau de droite, avec saint Jean, saint Georges et saint Jean ; sur le panneau gauche, de nombreuses saintes avec la Vierge
- Il Romanino, à l'église paroissiale de San Salvatore à Breno
- Moretto, avec sainte Catherine, Dominique, Clément, Floriant, Marie-Madeleine, à Brescia

## Marie après la mort de son fils

### Pietà

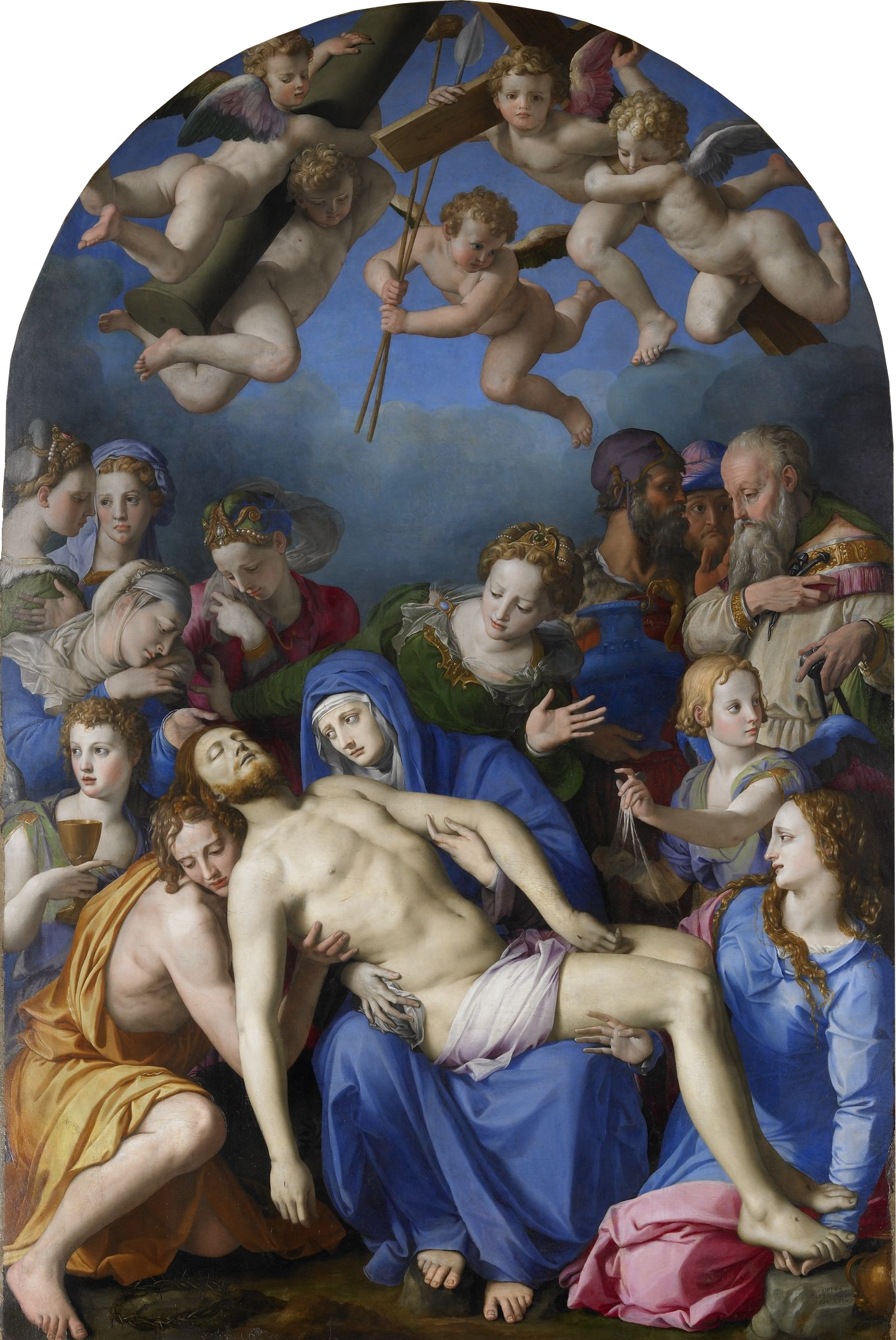
Déploration sur le Christ mort, par Agnolo Bronzino, Musée des Beaux-Arts de Besançon.

Nommée Pietà, Mater dolorosa ou Vierge de déploration, La Vierge Marie pleurant sur le Christ mort porté dans ses bras.
- Agnolo Bronzino : retable de la chapelle d'Éléonore de Tolède au Palazzo Vecchio, par (entre 1540 et 1545), musée des beaux-arts et d'archéologie de Besançon
- Luis de Morales
- Quentin Metsys
- Giotto di Bondone
- Le Pérugin
- Titien
- Eugène Delacroix
- Le Greco
- Vincent van Gogh (d'après le tableau de Delacroix)
- Sculptures de Michel-Ange :
  - La Pietà
  - La Pietà aux quatre figures dite La Pietà Bandini

### LaPentecôte

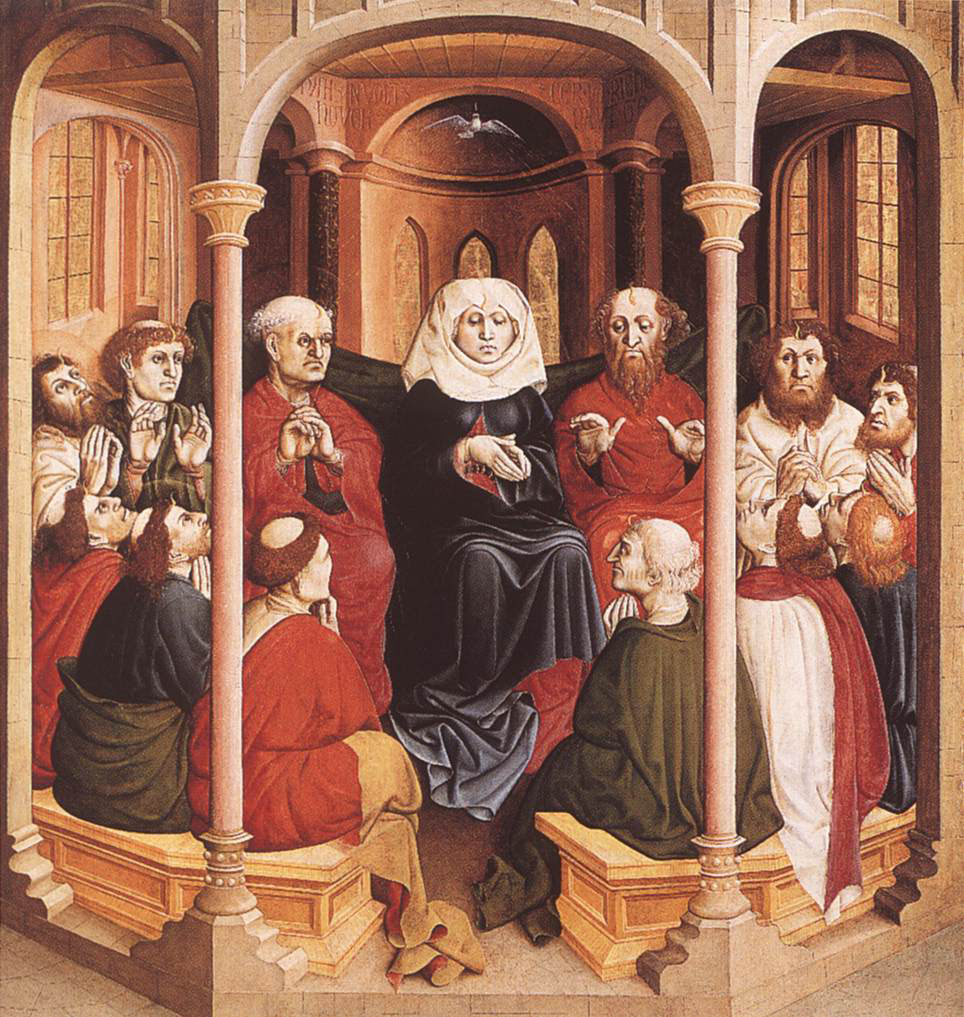
La Pentecôte par Hans Multscher.

Sources : actes des apôtres[réf. incomplète].
Pendant la Pentecôte, Marie prie avec les apôtres.
- Giotto di Bondone
- Alvise Vivarini
- Hans Multscher
- Antoine van Dyck

### L'Annonce à la Vierge de sa mort prochaine
Dite aussi Seconde Annonciation (par l'archange Gabriel), récit apocryphe rapporté dans La Légende dorée de Jacques de Voragine du Transitus Mariae (littéralement « passage de Marie »), un traité du IIe siècle attribué à l'évêque Méliton de Sardes.
- Paulus Bor, L'Annonce à la Vierge de sa mort prochaine

### La Mort de la Vierge
(ou Dormition)

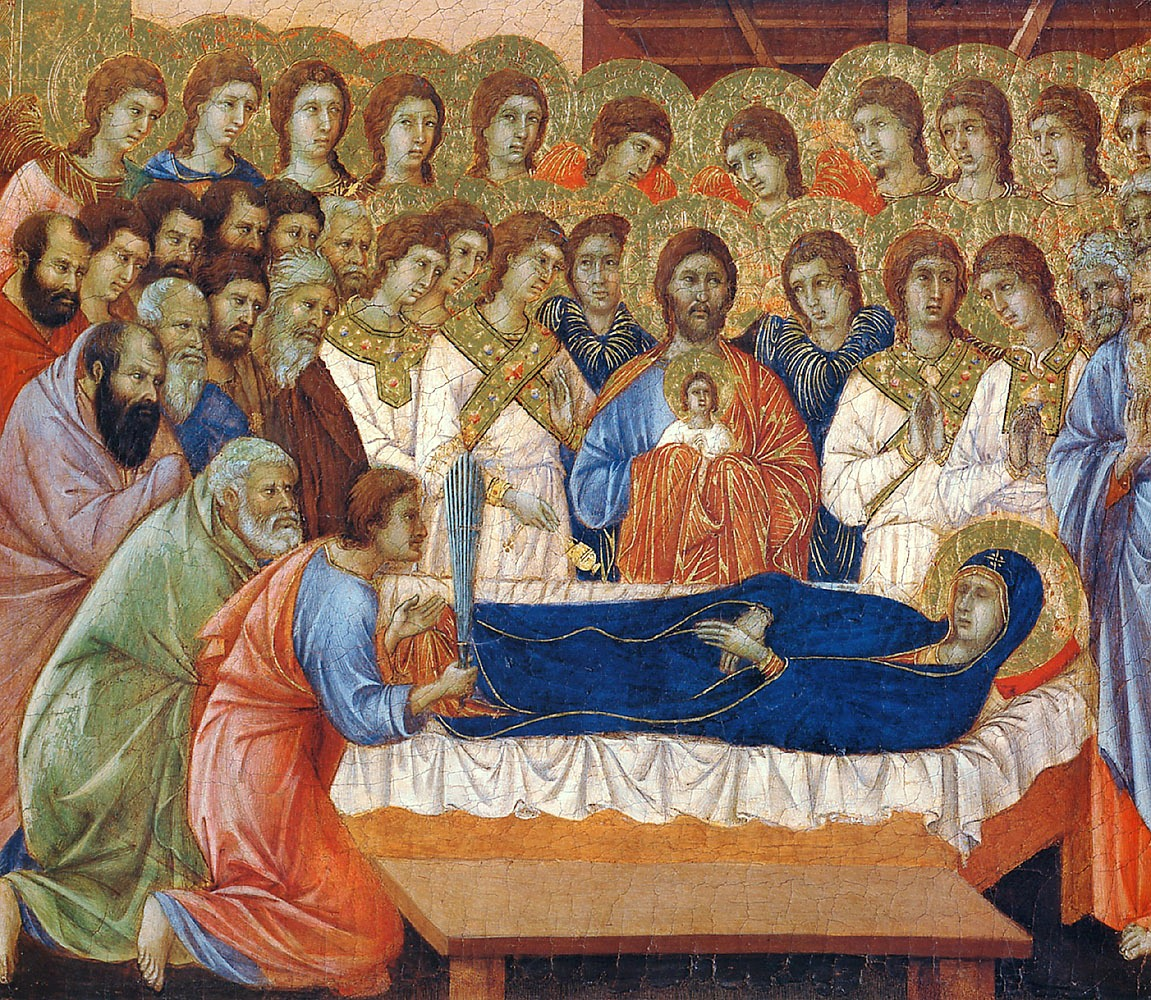
La Dormition par Duccio.

Sources : écrits apocryphes[réf. incomplète].
- Panneau de la Maesta (1308) de Duccio di Buoninsegna,
- Ottavio Semino, Cappella della Misericordia, chiesa di Sant'Angelo, Milan
- Maître de la Mort de la Vierge d'Amsterdam, Museum Boijmans Van Beuningen, Rotterdam
- Bartolo di Fredi, Cappella delle Carceri, église San Francesco, Montalcino
- Domenico Beccafumi, Oratorium des Bénédictins, Sienne
- Hans Multscher, Gemäldegalerie, Berlin
- Michele Coltellini, pinacothèque, Bologne
- La Mort de la Vierge (1601-1606) du Caravage,

### L'Assomption

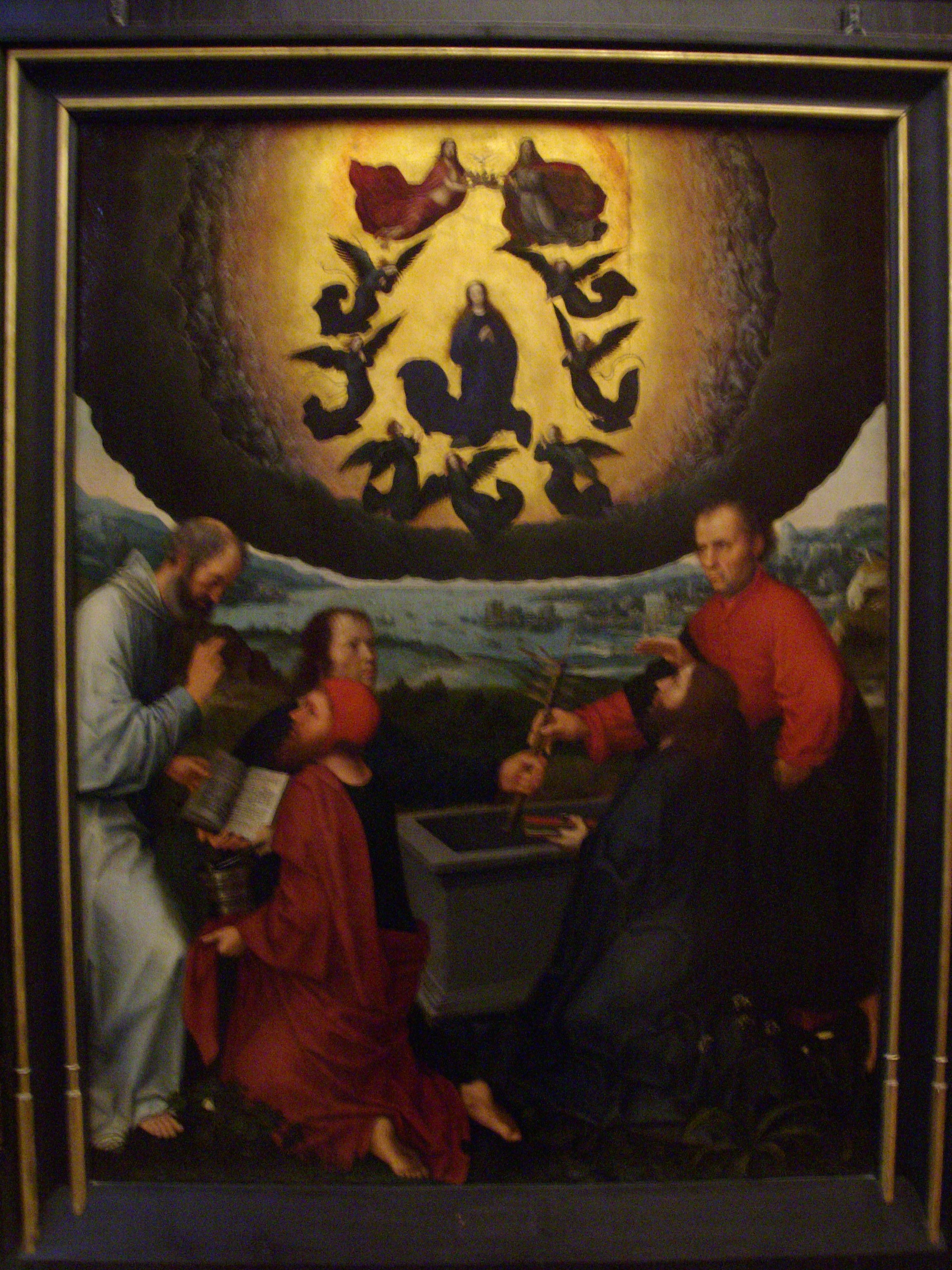
L'Assomption par Adrien Ysenbrandt.

Sources : écrits apocryphes[réf. incomplète].
L'Assomption est l'élévation de la Vierge au ciel, corps et âme, après sa mort. Dans l'Église catholique, l'Assomption est un dogme.
- Taddeo di Bartolo
- Camillo Procaccini, église Sant'Alessandro, Milan
- Anthonie Blocklandt van Montfoort, basilique Saint-Martin, Bingen am Rhein
- Francisco Goya, musée de Cluny, Paris
- Pierre Paul Rubens
- Simone Peterzano, Chiesa di Santa Maria della Passione, Milan
- Francesco Botticini, National Gallery, Londres
- Adrien Ysenbrandt
- Lavinia Fontana
- Bartolomeo della Gatta, musée diocésain, Cortone
- Annibale Carracci, Santa Maria del Popolo, Rome
- Le Titien, église San Francesco, Ancône et basilique Santa Maria Gloriosa dei Frari à Venise
- Le Greco, L'Assomption de la Vierge, Art Institute of Chicago, États-Unis
- Philippe de Champaigne, musée Thomas-Henry, Cherbourg-Octeville
- Wouter Crabeth, Museum Het Catharina Gasthuis, Gouda

Épisode connexe : la Sacra Cintola ou Sacro Cingolo (présentation de la ceinture) dite aussi Vierge à la Ceinture ; saint Thomas, incrédule n'accepte pas de croire que la Vierge est montée au ciel avec son corps, la Vierge lui donne depuis les cieux, sa ceinture, objet réel gage de sa montée avec ses habits.
- Andrea della Robbia et son atelier, Pieve delle Sante Flora e Lucilla, Santa Fiora

### Le Couronnement de la Vierge

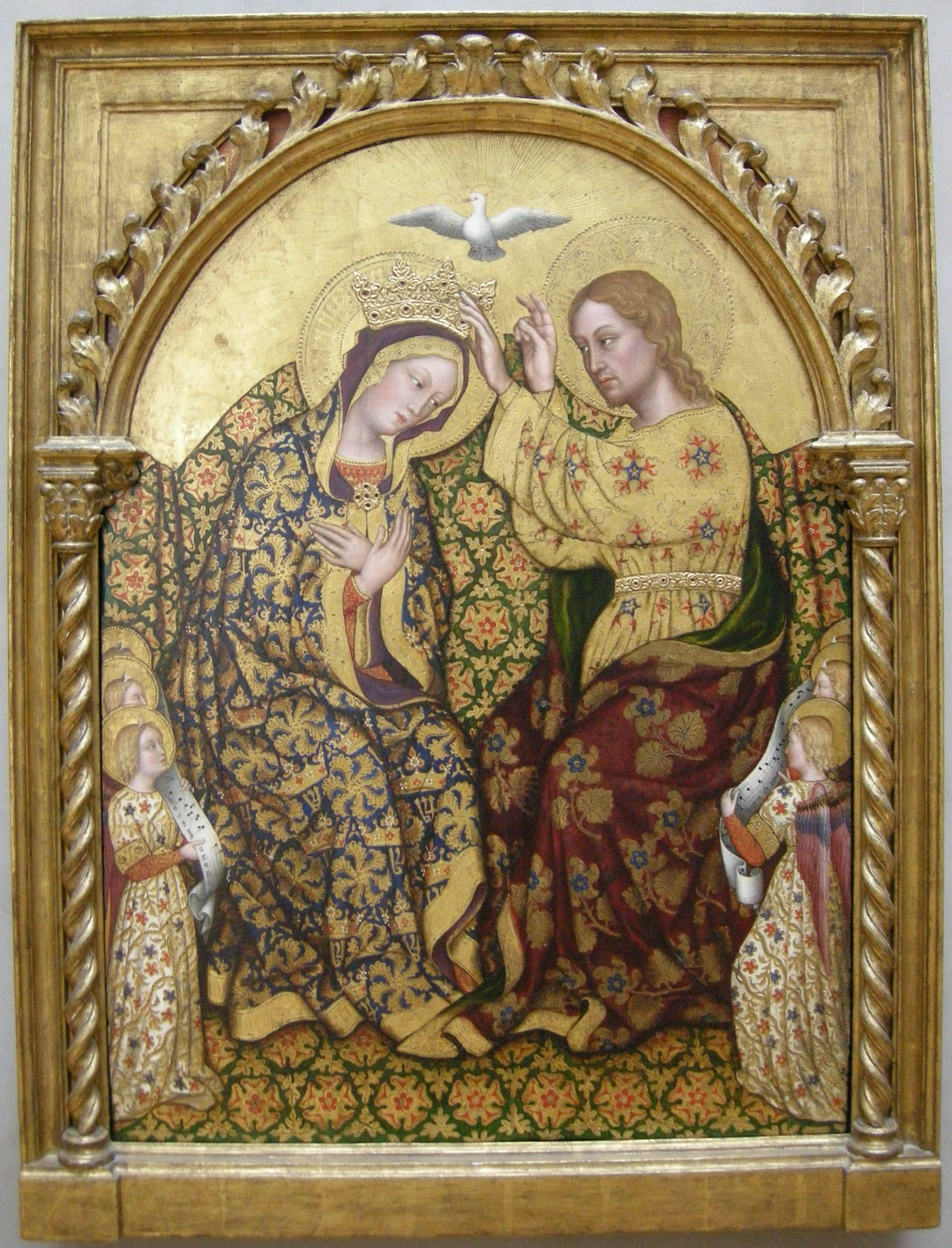
Couronnement par Gentile da Fabriano.

ou dénommé Couronnement céleste de Marie par le Christ.
Sources : écrits apocryphes[réf. incomplète].
- Gentile da Fabriano, pinacothèque de Brera, Milan
- Andrea di Bartolo : polyptyque, pinacothèque de Brera, Milan
- Fra Angelico, musée du Louvre
- Giovanni Bellini : La Pala di Pesaro
- Neri di Bicci, musée de San Casciano in Val di Pesa
- Giovanni Battista Tiepolo, Kimbell Art Museum
- Giovanni Mauro della Rovere, Santa Maria del Carmine, Milan
- Albrecht Dürer avec Matthias Grünewald, musée historique, Francfort
- Carlo Crivelli, pinacothèque de Brera, Milan
- Pinturicchio, musées du Vatican
- Vicente Castelló, Museo de Bellas Artes, Valence, Espagne
- Diego Velázquez, musée du Prado, Madrid

## Autres représentations

### Vierge protectrice ou Vierge de miséricorde

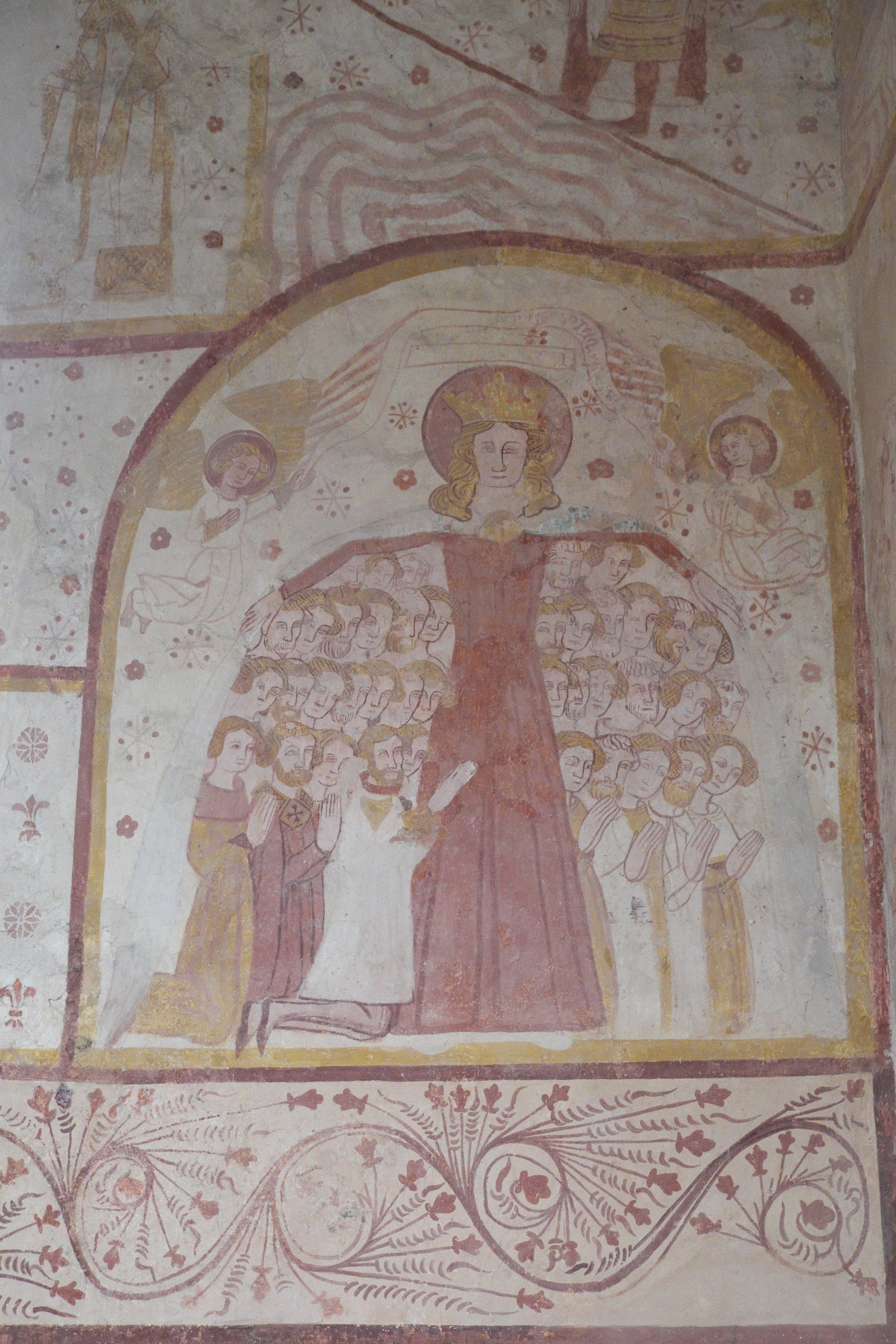
Vierge au manteau Saint-Céneri-le-Gérei, peintures murales XIVe siècle.

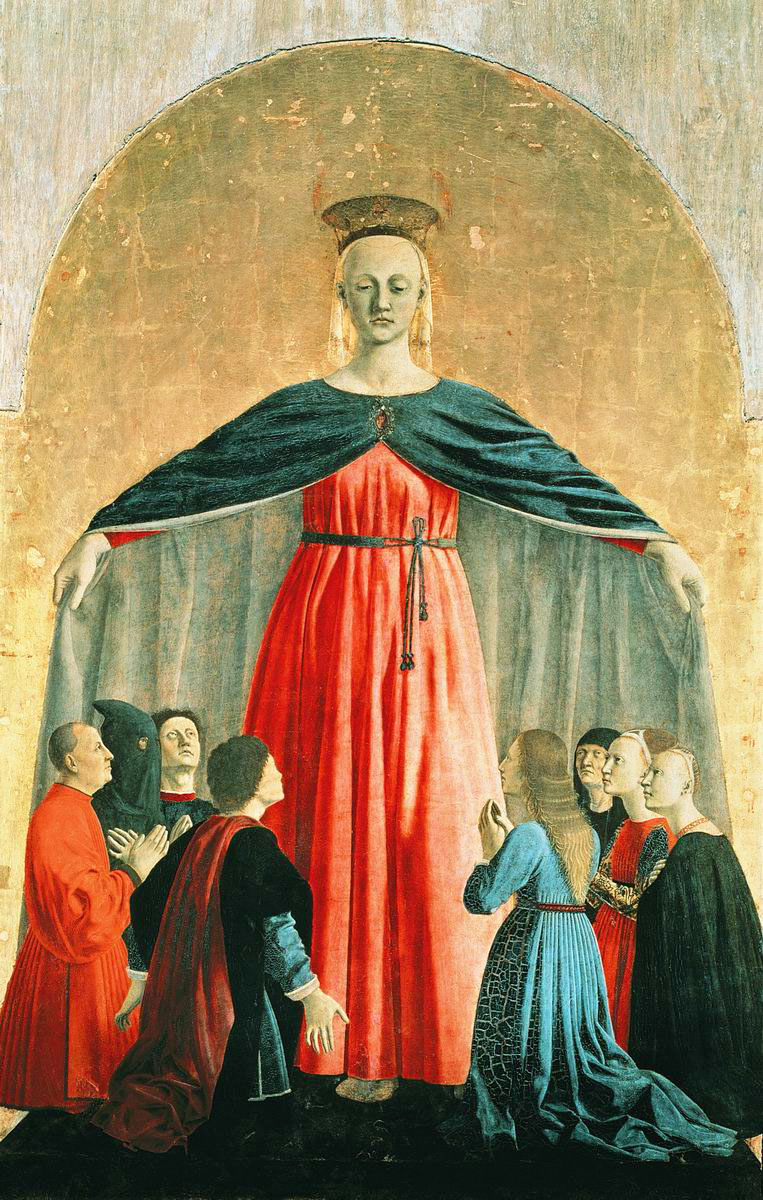
Vierge de misericorde par Piero della Francesca.

Vierge de miséricorde, seule, protégeant les humbles et les faibles, représentés plus petits qu'elle dans une perspective symbolique ; à l'origine de ce thème la vierge au manteau, au paradis, protectrice des ordres réguliers initialement des cisterciens :
- Piero della Francesca
- Guillaume de Marcillat, vitrail de la Mater Omnium, chapelle Ridolfini, l'église du Calcinaio, Cortone
- Enguerrand Quarton, La Vierge de miséricorde de la famille Cadard (v.1452)
- Jean Mirailhet (vers 1425), musée Massena, Nice
- Fresque de la chapelle Sainte-Marie, Cadesino di Oggebbio
- Louis Bréa (vers 1515), retable reconstitué, église des Dominicains, Taggia
- Bernardino Lanino
- Fra Angelico
- Le Greco
- Saint-Céneri-le-Gérei, Vierge au manteau XIVe peinture murale Église Saint-Céneri, Vierge de miséricorde 2007 Christian Malézieux[1].

### Vierge en majesté
La Vierge en majesté, est représentée assise sur un trône entourant de ses bras l'enfant Jésus posé sur ses cuisses, trônant dans le monde terrestre.

### Vierge en gloire
La Vierge en gloire, est représentée trônant dans les cieux entourée d'anges, des figures saintes l'accompagnent dans le registre terrestre. La conversation sacrée use de cette thématique.
- La Vierge en gloire et saints (Le Pérugin)

### Immaculée Conception
Sources Apocalypse de Jean, Litanies de Lorette. Elle est représentée en général couronnée d'étoiles, son pied écrasant la tête du serpent.
- L'Immaculée Conception de Vélasquez (1618), National Gallery de Londres
- L'Immaculée Conception de Murillo (1678), musée du Prado
- L'Immaculée Conception de Tiepolo (1767-1768)